# Gironde (département)
Pour les articles homonymes, voir Gironde.
La Gironde (/ʒiʁɔ̃d/ ) est un département français situé dans le Sud-Ouest de la France, en région Nouvelle-Aquitaine. Son chef-lieu est Bordeaux, qui est aussi chef-lieu de région. De 1793 à 1795, il a porté le nom de département du Bec-d'Ambès en raison des vicissitudes politiques du début de la Première République.
Il doit son nom à l'estuaire de la Gironde qui commence à la confluence de la Dordogne et de la Garonne au bec d'Ambès, en aval de Bordeaux.
Comportant une partie importante des Landes de Gascogne, la Gironde est le plus grand département de France métropolitaine (9 975,60 km2) et le deuxième plus grand de France, après la Guyane (83 846 km2). Le département inclut aussi un des grands vignobles français, le vignoble de Bordeaux.
L'Insee et La Poste lui attribuent le code 33.

## Histoire

### Avant Rome
Jules César, dans ses Commentaires sur la Guerre des Gaules, remarque que les habitants des territoires de Gaule qu'il désigne comme « Gaule aquitaine » (au sud de la Garonne) sont plus proches par leur culture des Ibères que des Celtes (en Gaule celtique) et des Belges (Gaule belgique) ; sans parler au Sud des Celtes d'Ibérie — Bérons, Vaccéens... — ainsi que des Celtibères[pas clair]).
Il pourrait s'agir d'Ibères résiduels, pour une part réfugiés à la suite de la conquête romaine de la péninsule Ibérique à l'époque des guerres puniques. On sait que l'aire aquitaine est une région où l'on parle alors des langues proto-basques : c'est probablement une seule et même variété de langues, que parlent les peuples répertoriés après la conquête romaine et qui forment plusieurs cités (Elusates, Tarbelles, Vasates, etc.). Entourés des Celtes de Gaule ou d'Ibérie, ils en subissent des influences au moins matérielles et techniques.
S'ils conservèrent leurs parlers malgré la romanisation, c'est parce qu'une partie d'entre eux s'allie avec pendant la guerre des Gaules.[réf. nécessaire]
En ce qui concerne le territoire de la Gironde, on trouve alors, au sud de l'estuaire, le peuple des Médules, dont le nom est à l'origine du nom du Médoc. Un peu au sud-est, se trouvent les Vasates (capitale : Bazas). Au nord de l'estuaire, le territoire est dominé par les Santons, des Celtes, dont la capitale est Saintes (Mediolanum Santonum).

### Période romaine
Après la conquête effectuée par Jules César de -58 à -52, pour mieux contrôler cette région alors dominée par les Santons, Rome installe près de l'estuaire des Gaulois clients des Éduens, alliés à Rome, les Bituriges Vivisques (branche d'un peuple dont la principale est celle des Bituriges Cubes (capitale : Bourges/Avaricum).
Les Bituriges Vivisques constituent une cité de l'Empire, dont le chef-lieu est Burdigala (aujourd'hui Bordeaux). Les Médules sont absorbés dans cette cité, alors que les Vasates forment une cité spécifique.
Sous le règne d'Auguste, la cité des Bituriges Vivisques est intégrée à la province de Gaule aquitaine, qui s'étend des Pyrénées à la Loire, et dont le premier chef-lieu est Saintes. Bordeaux en devient chef-lieu au cours du Ier siècle de notre ère. Au IVe siècle, Bordeaux devient le chef-lieu de la province d'Aquitaine Seconde, à la suite de la division des provinces augustéennes sous le règne de Dioclétien.
Bordeaux devient rapidement une des grandes villes de la Gaule romaine. C'est notamment un centre de christianisation à partir du IIIe siècle. Chef-lieu de province, elle devient siège archiépiscopal (comme Bourges, Tours, Eauze, etc.).

### Haut Moyen Âge

#### Des Wisigoths aux Francs (fin de l'Empire romain)
À partir des années 420, la région est dominée par les Wisigoths du royaume de Toulouse, État fédéré dans le cadre de l'Empire romain d'Occident finissant, qui s'achève effectivement en 476.
En 507, les Wisigoths, vaincus par le roi franc Clovis, se replient en Hispanie. L'Aquitaine devient un territoire des rois de la dynastie mérovingienne.

#### Reflux des langues vasconiques
Bien que les Wisigoths ne purent jamais dominer le territoire de l'actuel pays basque, c'est durant cette première partie du Moyen Âge que refluent les parlers proto-basques de l'ensemble de la Vasconie, sous le coup des guerres avec les Francs puis des Maures,,.

### Moyen Âge
- Duché d'Aquitaine
- Aliénor d'Aquitaine et la période de l'Aquitaine des rois d'Angleterre (1154-1453) ;
- Guerre de Cent Ans

### Époque moderne
- Bordeaux, grand port colonial au XVIIIe siècle
- Gouvernement de Guyenne et Gascogne

### Époque contemporaine

#### Création du département de la Gironde
Au début de la Révolution française, un décret décidant la division de la France en départements est voté par l'Assemblée nationale constituante le 22 décembre 1789 et précisé par un décret du 15 janvier 1790, qui fixe leur nombre à 83.
Créé sous le nom de « département du Bordelais » par un décret du 6 février 1790, le département de la Gironde est doté de son nom actuel par un décret du 26 février 1790, qui le place en trente-deuxième position dans la liste des 83 départements. Le lieu de réunion de l'assemblée départementale est fixé à Bordeaux.
Le département est divisé en sept districts, dont les chefs-lieux sont Bordeaux, Bazas, Blaye, Cadillac, Lesparre, Libourne, La Réole.

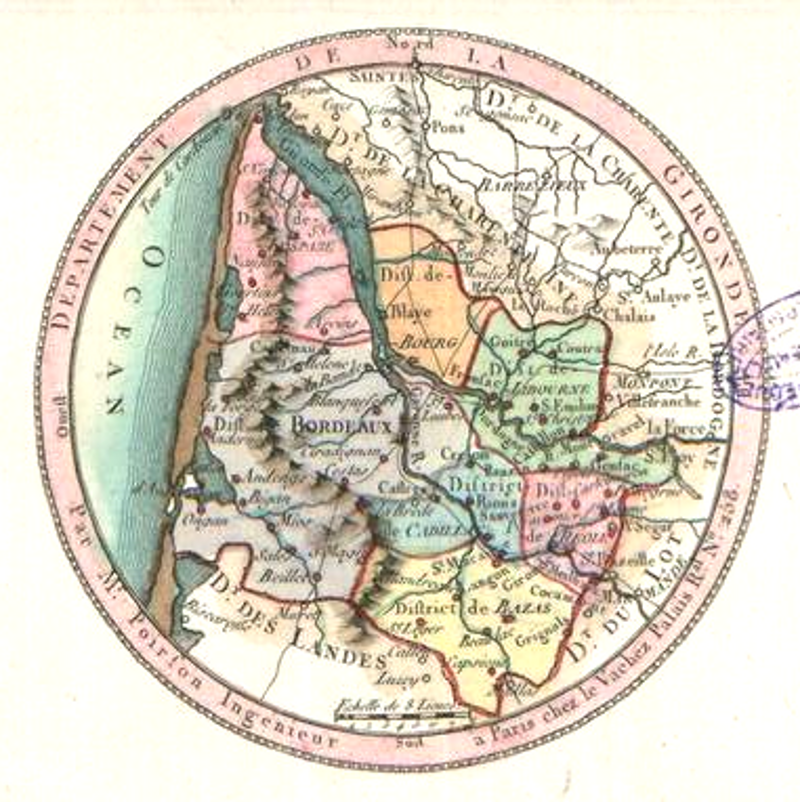
Carte de la Gironde en 1792.
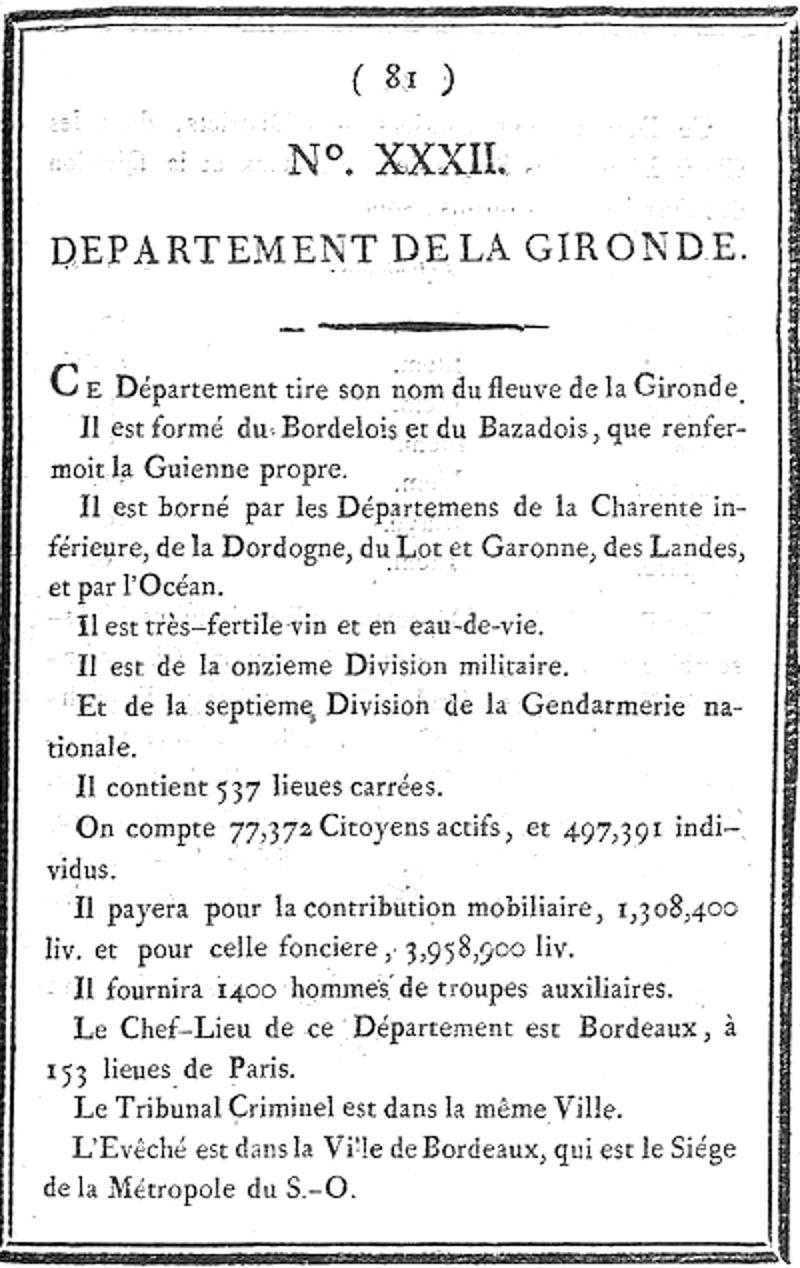
Atlas national, 1792.
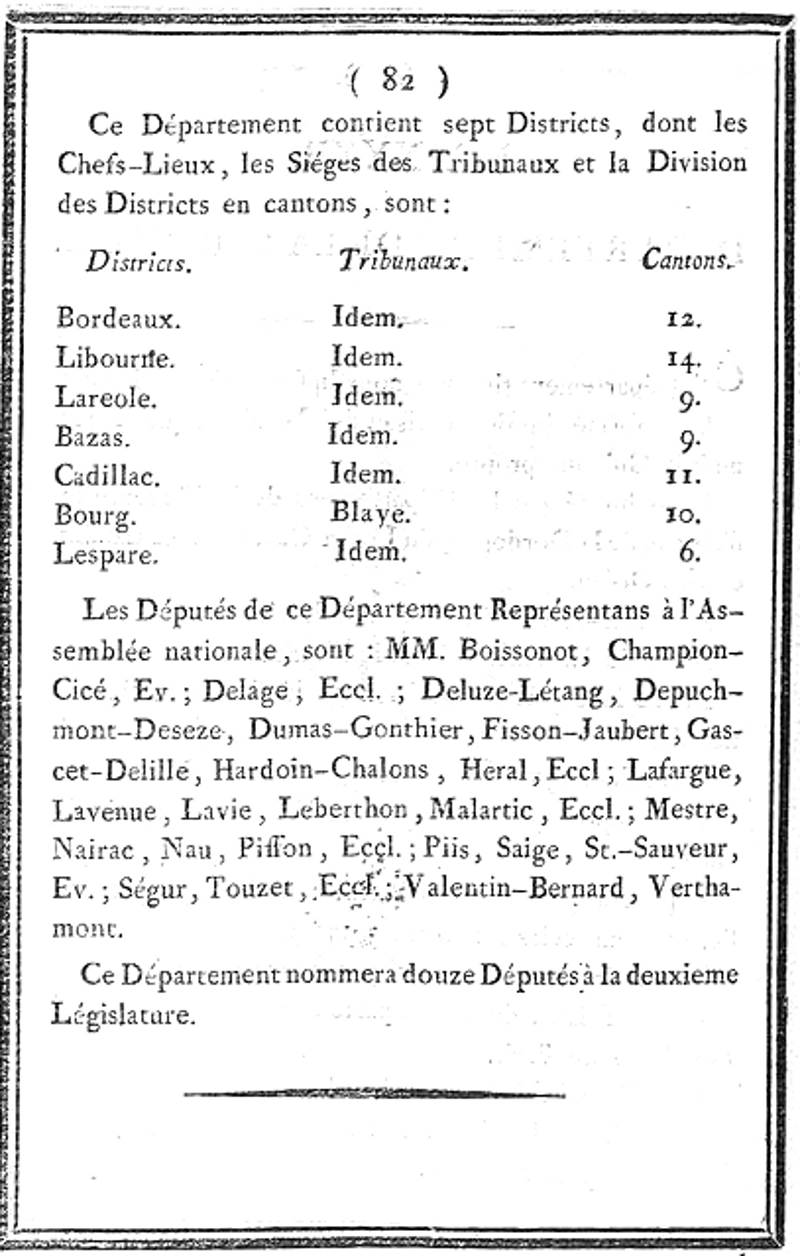
Atlas national, 1792.
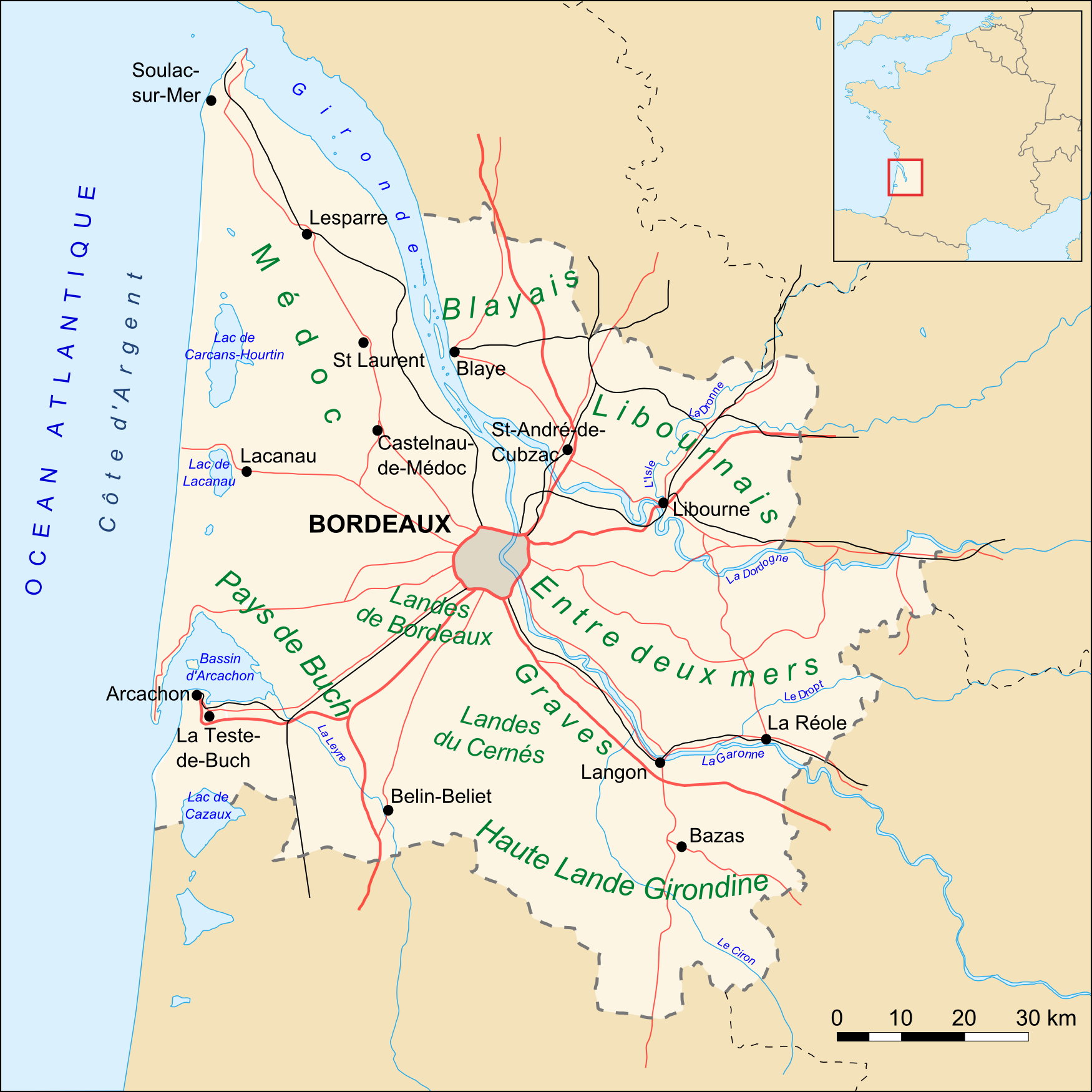
Carte de la Gironde en 2006.

Carte de la Gironde en 1790.

Formé à partir de territoires des provinces de Guyenne et de Gascogne, le département de la Gironde est composée de quatre ensembles distincts :
- Bordeaux et ses alentours ;
- une partie des Landes de Gascogne (Médoc, Pays de Buch, Landes de Bordeaux, Bazadais et Haute-Lande-Girondine) ;
- la Guyenne girondine (Libournais, Entre-deux-Mers, , etc.) ;
- le Blayais, pays de langue d'oïl (pays Gabay).

#### Le département du Bec-d'Ambès (1793-1795)
Le département de la Gironde est renommé « département du Bec-d'Ambès » entre novembre 1793 à avril 1795.
Le nom du département est en effet connoté au groupe des girondins au sein de la Convention nationale, qui est vaincu par les montagnards le 2 juin 1793 (nombre de girondins, dont plusieurs élus du département, sont ensuite condamnés à mort). Il retrouve son nom après la chute de Robespierre (27 juillet 1794) et la fin de la Terreur.

#### Les Landes de Gascogne de Gironde
Entre 1789 et 1850, la partie occidentale du département est couverte de landes mal drainées (sur environ 60 % à 70 % de l'espace). Cette lande était entretenue par écobuage afin de pourvoir en nourriture les grands troupeaux de moutons, surveillés par des bergers montés sur des échasses ; l'usage de ces dernières permettait d'accomplir plus facilement de grandes distances (15 à 20 kilomètres par jour), tout en surveillant le troupeau.
Avant 1857, date de la loi d'assainissement et de mise en culture des Landes de Gascogne, le régime agropastoral est généralisé : il puise sa force dans le libre usage des communaux majoritaires. Puis la systématisation des plantations de pins exploités pour leur résine (gemmage) et leur bois, accompagnée de la vente des communaux durant la deuxième moitié du XIXe siècle, a complètement modifié le paysage et l'économie de la moitié du département.

#### Quelques événements notables duXIXesiècleet duXXesiècle
Après le coup d'État du 2 décembre 1851 de Napoléon III, la Gironde fait partie des départements placés en état de siège afin de parer à tout soulèvement massif, mais moins d'une centaine d'opposants sont finalement arrêtés.
À la fin de la Seconde Guerre mondiale, les FFI du département comptent 2 705 membres.
De 1957 au 1er janvier 2016, la Gironde fait partie de la région Aquitaine, qui fusionne alors avec le Limousin et Poitou-Charentes pour former la Nouvelle-Aquitaine, avec le même chef-lieu : Bordeaux.
Durant l'été 2022, la Gironde subit de nombreux feux de forêts, dont deux particulièrement importants à La Teste et à Landiras.

### Héraldique
| Blason | Blasonnement : Gironné d’argent et d’azur de huit pièces, au chef de gueules chargé d’un léopard d’or, armé et lampassé d’azur. Commentaires : le blason a été conçu vers 1950 par l'héraldiste Robert Louis et n'a, à l'heure actuelle, aucune existence officielle. Le gironné est parlant. Le chef est aux armes de l'ancienne province de Guyenne, le léopard d'Aquitaine datant du XIIe siècle ne rappelle en rien la possession anglaise mais renvoie aux armes de la première famille ducale d'Aquitaine qui était par ailleurs famille comtale du Poitou. C'est le lion des armes de cette famille qu'on retrouve sur leurs anciennes possessions. À ce titre, Aliénor d'Aquitaine portait déjà ces armes avant son mariage avec le futur roi d'Angleterre et le basculement dans l'orbite anglaise de l'Aquitaine. |

## Politique

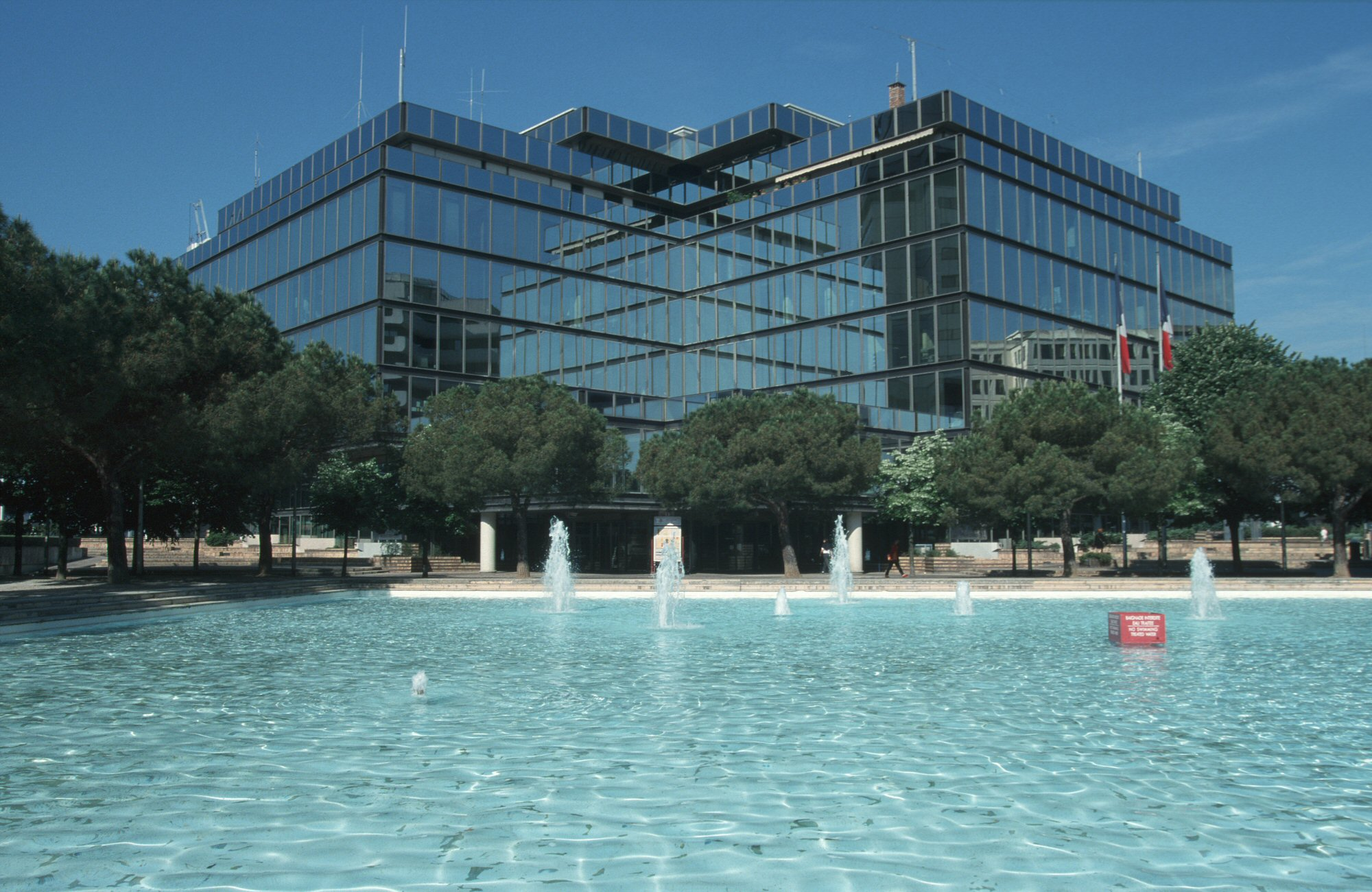
Hôtel de préfecture de la Gironde au quartier de Mériadeck à Bordeaux.

De longue date, le département de la Gironde a été marqué par la confrontation, plus ou moins équilibrée, entre la gauche (singulièrement le PS) et la droite, et surtout le courant gaulliste depuis les débuts de la Cinquième République.
Cette confrontation est fondée en particulier sur l'organisation politique de chaque courant, le Parti socialiste ayant tendance à rassembler autour de lui les couches intermédiaires, les milieux ouvriers et certains des milieux ruraux, tandis que la droite dispose de positions fortes au sein de la bourgeoisie d'affaires de Bordeaux, dans le milieu de la viticulture sur le Libournais, des couches retraitées aisées très présentes sur le bassin d'Arcachon.
Une forme de partage des pouvoirs locaux s'est ainsi organisée : jusqu'à sa défaite historique de 2020, la droite gère pendant soixante ans la ville de Bordeaux, et dispose durablement des sièges de député du centre-ville de Bordeaux, malgré quelques défaites surprises à l'occasion, de ses banlieues aisées et d'Arcachon, tandis que la gauche obtient la prédominance dans tout le reste du département, exerçant par là même la présidence du conseil général, celle de la communauté urbaine de Bordeaux devenue Métropole et détient durablement la majorité des élus au conseil régional d'Aquitaine.

### Politique nationale
Lors des consultations nationales, la gauche obtient en général la majorité des suffrages.
Le département a voté majoritairement pour François Mitterrand en 1974, en 1981 et en 1988, Lionel Jospin en 1995, Ségolène Royal en 2007, François Hollande en 2012, ainsi que pour Emmanuel Macron en 2017.

### Conseil départemental
| Parti                                | Sigle | Sigle | Élus | Groupes                                             |
| ------------------------------------ | ----- | ----- | ---- | --------------------------------------------------- |
| Majorité (50 sièges)                 |       |       |      |                                                     |
| Parti socialiste                     |       | PS    | 34   | Majorité départementale - PS et Apparentés          |
| Divers gauche                        |       | DVG   | 4    | Majorité départementale - PS et Apparentés          |
| Place publique                       |       | PP    | 1    | Majorité départementale - PS et Apparentés          |
| Europe Écologie Les Verts            |       | EÉLV  | 8    | Majorité départementale - EÉLV                      |
| Parti communiste français            |       | PCF   | 3    | Majorité départementale - Parti communiste français |
| Opposition (16 sièges)               |       |       |      |                                                     |
| Les Républicains                     |       | LR    | 6    | Gironde Avenir                                      |
| Divers droite                        |       | DVD   | 5    | Gironde Avenir                                      |
| Agir                                 |       | Agir  | 2    | Gironde Avenir                                      |
| MoDem                                |       | MoDem | 1    | Gironde Avenir                                      |
| Union des démocrates et indépendants |       | UDI   | 2    | Sans étiquette                                      |
| Président du Conseil départemental   |       |       |      |                                                     |
| Jean-Luc Gleyze (PS)                 |       |       |      |                                                     |

## Géographie

### Données géographiques générales
La Gironde fait partie de la région Nouvelle-Aquitaine. Elle est limitrophe des départements des Landes, du Lot-et-Garonne, de la Dordogne et de la Charente-Maritime.

#### Limites départementales
Les limites du département sont définies par la courbe enveloppe des limites[pas clair] des communes qui le composent. Mais devant les nombreuses imprécisions de ces limites communales, un grand chantier d'élaboration d'un cadastre général de la France est engagé sous le Premier Empire. La loi du 15 septembre 1807, relative au budget de l'État et rendue sur l'initiative de Martin Michel Charles Gaudin, ministre des Finances, est considérée comme fondatrice du cadastre parcellaire français. Une campagne d'arpentage systématique de tout le territoire français est ainsi lancée en 1808 et s'achève en 1850. La ville de Bordeaux est en particulier cadastrée en 1820. Aucune modification n'est venue affecter les limites du département depuis la création du code officiel géographique en 1943.

#### Superficie
| Opérateur           | Année | Superficie (en km2) |
| ------------------- | ----- | ------------------- |
| Insee               | 2018  | 9 975,60            |
| IGN - RGC           | 2015  | 10 016              |
| IGN - Admin Express | 2018  | 10 374,53           |
| OpenStreetMap       | 2018  | 10 083,36           |

Avec près de 10 000 km2 de superficie, La Gironde est le plus vaste département de la France métropolitaine et le deuxième de la France entière. Fixée à 9 975,60 km2 par l'Insee, la valeur de cette superficie peut varier selon le mode de mesure adopté.
La superficie d'une division administrative est l'aire de l’ensemble des surfaces cadastrées ou non cadastrées situées à l’intérieur des limites de la division, l'unité élémentaire de division étant la commune. Cette superficie varie donc selon le niveau de précision de ces limites communales (et donc du niveau de précision du cadastre) et selon le mode de calcul ou de projection cartographique, mais aussi selon le produit cartographique numérique utilisé puisque deux produits cadastraux numériques officiels existent : celui établi par la DGI (opérateur historique pour établir le cadastre) et celui diffusé par l'IGN (opérateur nouveau qui a vu son rôle d'intégrateur de données géographiques renforcé depuis 2001),.
Jusqu'en 2016, la référence en matière de données liées aux divisions administratives françaises était le répertoire géographique des communes (RGC), produit par l'IGN, contenant en particulier la superficie de chaque commune. Cette donnée, fournie annuellement par l'Insee, correspond à la superficie évaluée en 1975 par le service du cadastre de la Direction générale des impôts, corrigée des modifications communales intervenues depuis 1975. Cette surface « fiscale » ne correspond pas forcément à la superficie géographique de la commune. Dans ce cadre, la superficie du département s'établit, selon l'Insee, en 2018 à 9 975,60 km2. Par contre la somme des superficies des différentes communes du département, figurant dans le RGC, s'établissait en 2015 à 10 016 km2.
Depuis 2016, le RGC a été remplacé par les bases de données en licence ouverte Geofla® et Admin Express, des bases de données à petite échelle dédiées à des cartographies statistiques et thématiques à la granularité de la commune, à savoir à des échelles voisines du 1 : 1 000 000. En janvier 2018, la superficie du département de la Gironde, calculée par SIG sur la base des données Admin Express projetées dans le système Lambert 93, s'établit à 10 374,53 km2.
L'utilisation du découpage administratif au niveau communal issu d'OpenStreetMap, produit dans sa grande majorité à partir du cadastre, à une échelle plus grande que celle de Géofla ou Admin Express, aboutit à une superficie de 10 083,36 km2.

### Données géophysiques
Le département de la Gironde culmine au somment de la colline de Samazeuilh sur la commune de Cours-les-Bains, au sud-est du département, à la limite avec le Lot-et-Garonne à 167 m d'altitude.

### Hydrographie
Le département de la Gironde est traversé par la Dordogne et la Garonne qui se rejoignent au bec d'Ambès pour former l'estuaire de la Gironde. Long de 75 kilomètres et large de 12 kilomètres à son embouchure, c'est le plus vaste estuaire d'Europe, couvrant une superficie de 635 km2.
La Gironde est fortement soumise aux marées qui remontent très en amont dans l'estuaire (jusqu'à 150 km de l'embouchure) : Casseuil sur la Garonne, Castillon-la-Bataille sur la Dordogne. Lors des grandes marées, le phénomène du mascaret peut survenir.

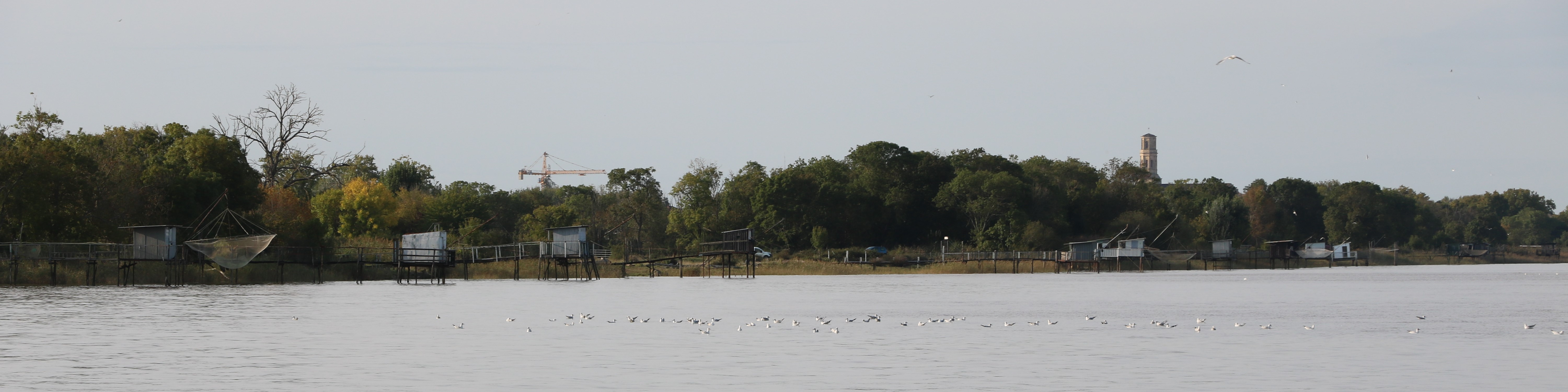
L'estuaire de la Gironde est classé parc naturel marin et appartient au réseau Natura 2000. La rive gauche fait partie du parc naturel régional du Médoc. Couvrant une superficie de 635 km2, c'est le plus vaste estuaire d'Europe[29].

### Entités paysagères

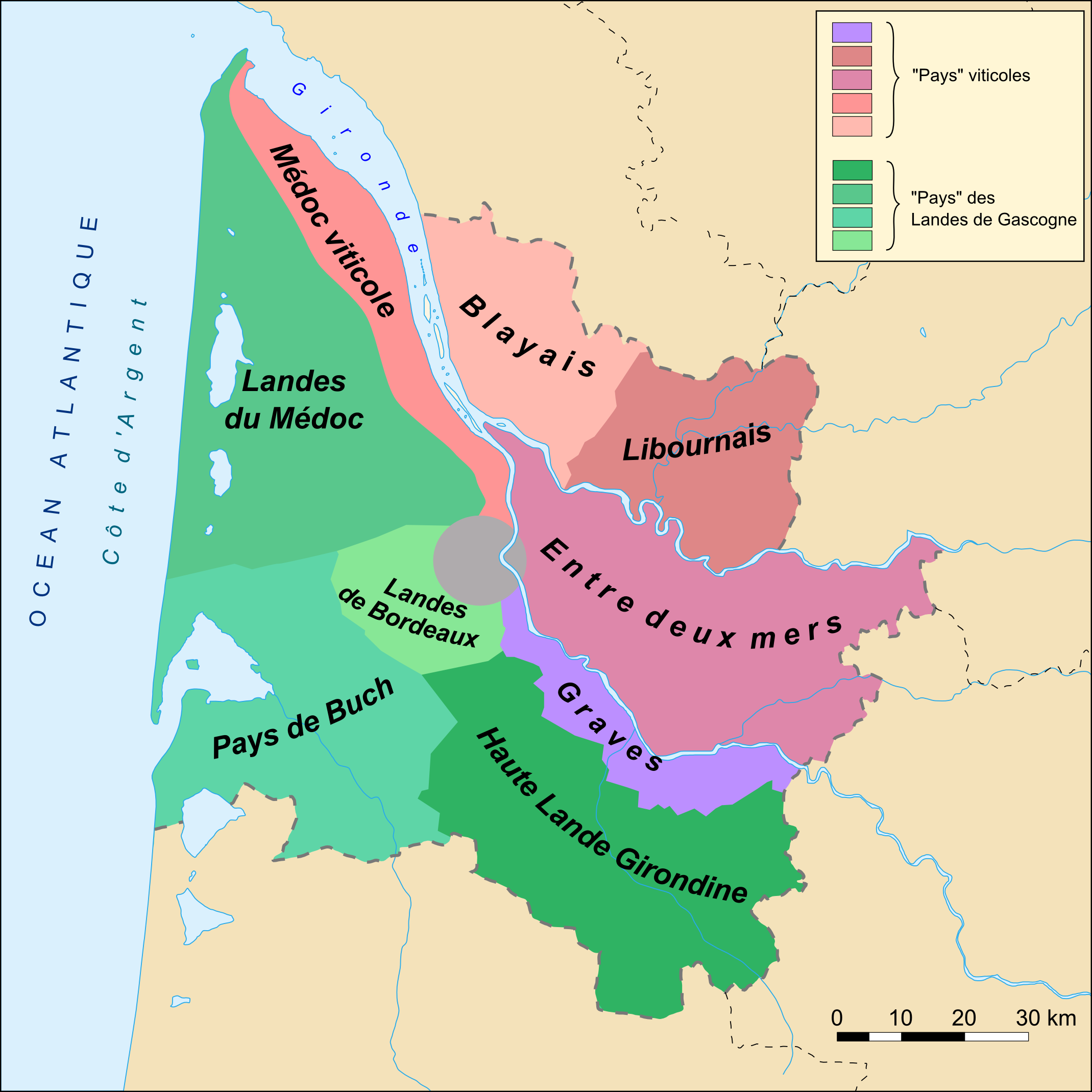
Carte des « Pays » du département de la Gironde.

Le territoire se structure en quatre entités distinctes :
- le littoral, où sont dispersées quelques stations balnéaires très animées en été. Les dunes du littoral ont été fixées par l'homme au XIXe siècle. La Côte d'Argent est réputée pour le surf ;
- la forêt, couvrant la moitié ouest du département. Cette forêt a été en partie plantée au XIXe siècle afin d'assécher les terres marécageuses, ce qui marqua la fin du système agro-pastoral, largement répandu dans les Landes à cette époque[Note 2]. On y pratiquera le gemmage jusqu'à la fin du XXe siècle ;
- le Bordelais est une région viticole où l'on retrouve les grandes exploitations qui font la renommée mondiale des vins de Bordeaux ;
- le Bazadais, structuré autour de la ville de Bazas. Sans réelle production viticole, c'est un pays de polyculture ; production de maïs, tabac, tomates, asperges et élevage de la race bazadaise, ainsi que des plantations de bois. Les traditions gasconnes y sont bien ancrées. C'est le pays de Clément V, pape gascon par excellence. C'est dans ce pays que l'on trouve le plus grand nombre de monuments historiques de la Gironde : la cathédrale de Bazas (patrimoine mondial de l'Unesco), les châteaux de Roquetaillade, de Malle, de Cazeneuve, de Budos, de Fargues, de Villandraut, la collégiale d'Uzeste.

Une majorité ouest et sud du département fait partie de la Gascogne et abrite une grande partie de la forêt des Landes de Gascogne. La Gironde bénéficie d'une très longue façade côtière de 126 km sur l'océan Atlantique, de la pointe de Grave au sud du bassin d'Arcachon.

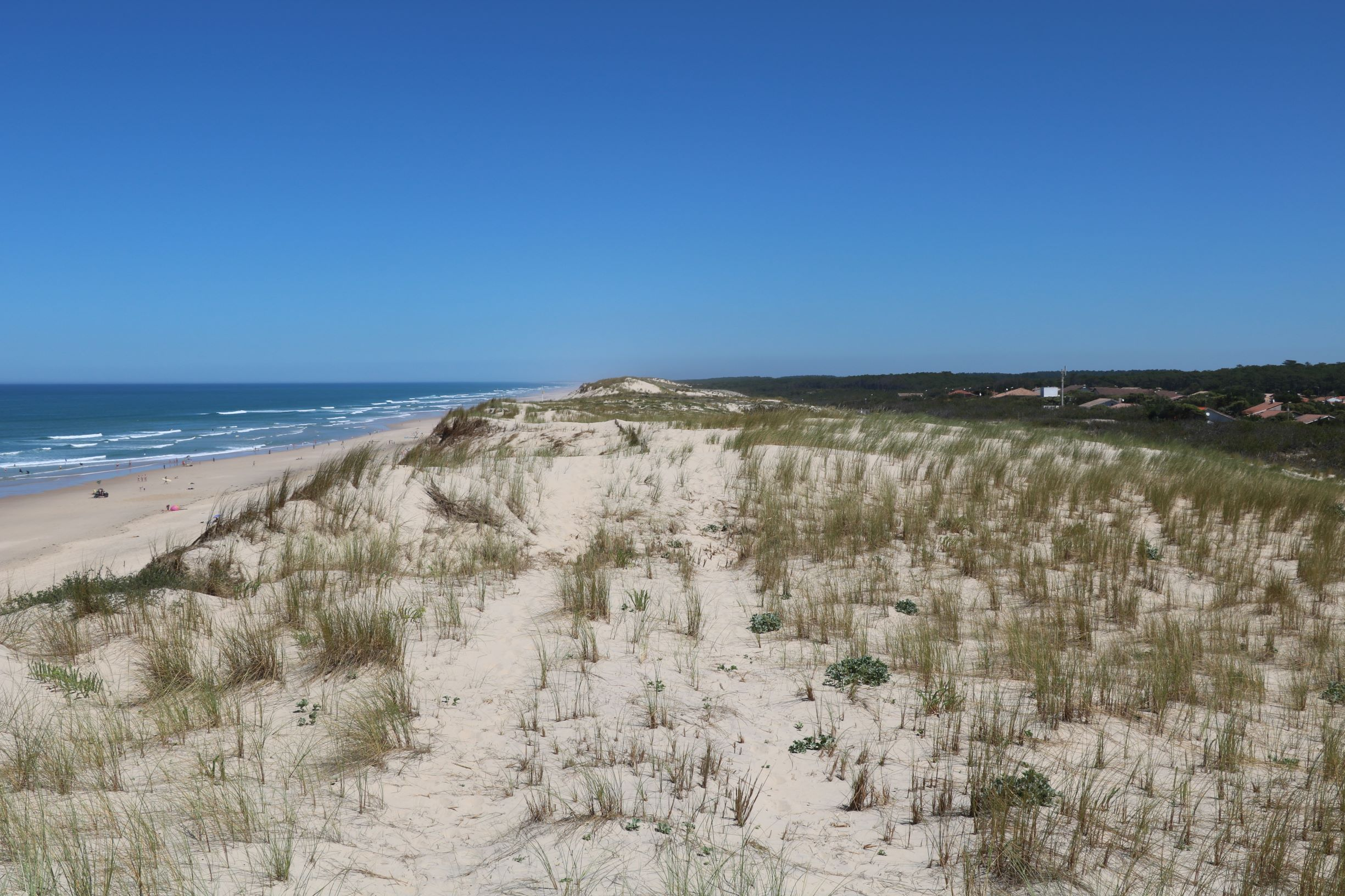
La Côte d'Argent, le cordon dunaire et la forêt des Landes à Hourtin-Plage.

Le littoral girondin s'est ouvert au tourisme balnéaire, notamment autour du bassin d'Arcachon. Les principales stations balnéaires sont du nord au sud :
- Soulac ;
- Montalivet ;
- Hourtin ;
- Carcans ;
- Lacanau ;
- Le Porge ;
- Andernos-les-Bains ;
- Lège-Cap-Ferret ;
- Arcachon ;
- Pyla-sur-Mer.

La dune du Pilat est une des principales attractions touristiques du littoral girondin. Plus haute dune d'Europe, elle appartient au réseau des Grands Sites de France.

Paysages de la Gironde :
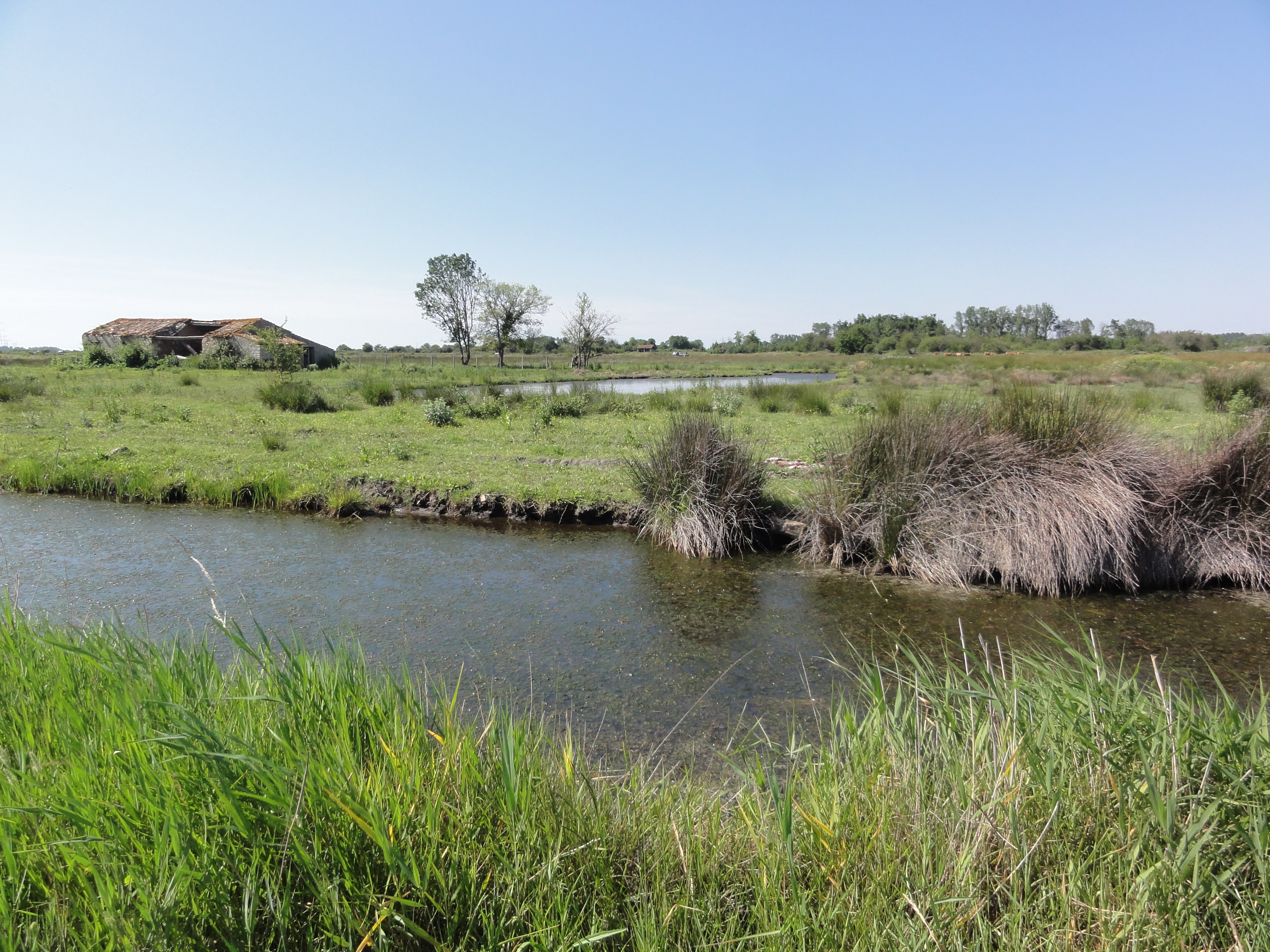
Marais de Braud-et-Saint-Louis, au nord.
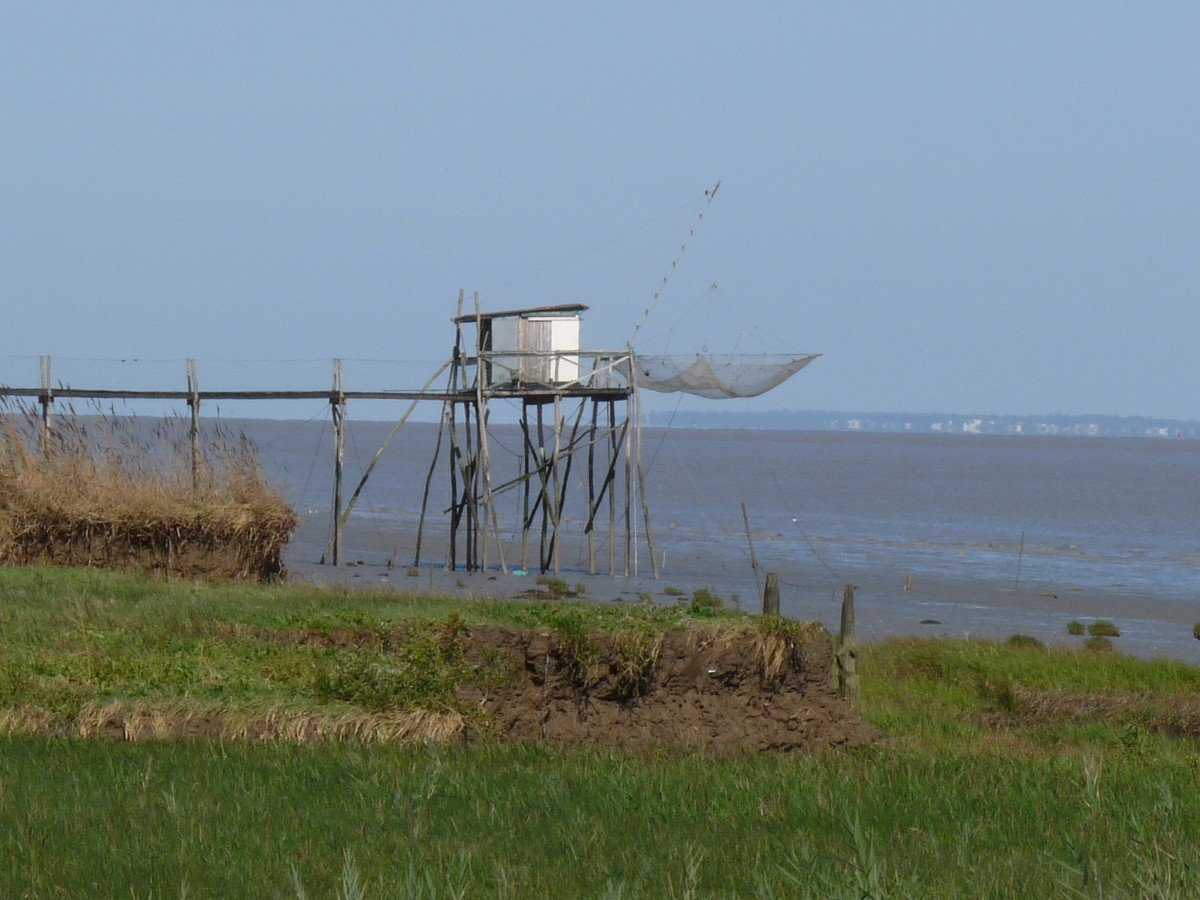
Carrelet de Saint-Christoly-Médoc. Au loin les falaises de Meschers-sur-Gironde, au nord.
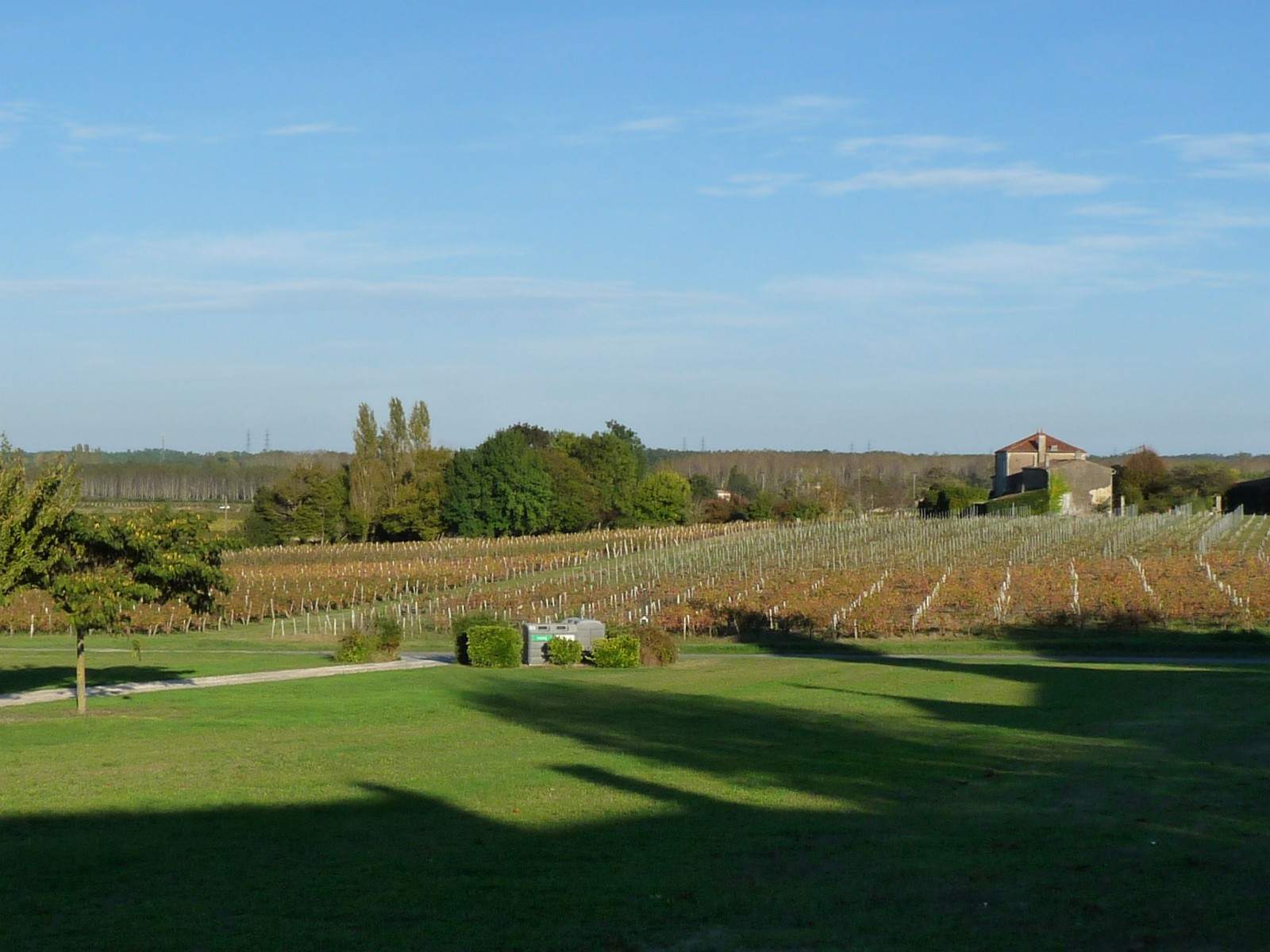
Vignoble de Eyrans, au nord.
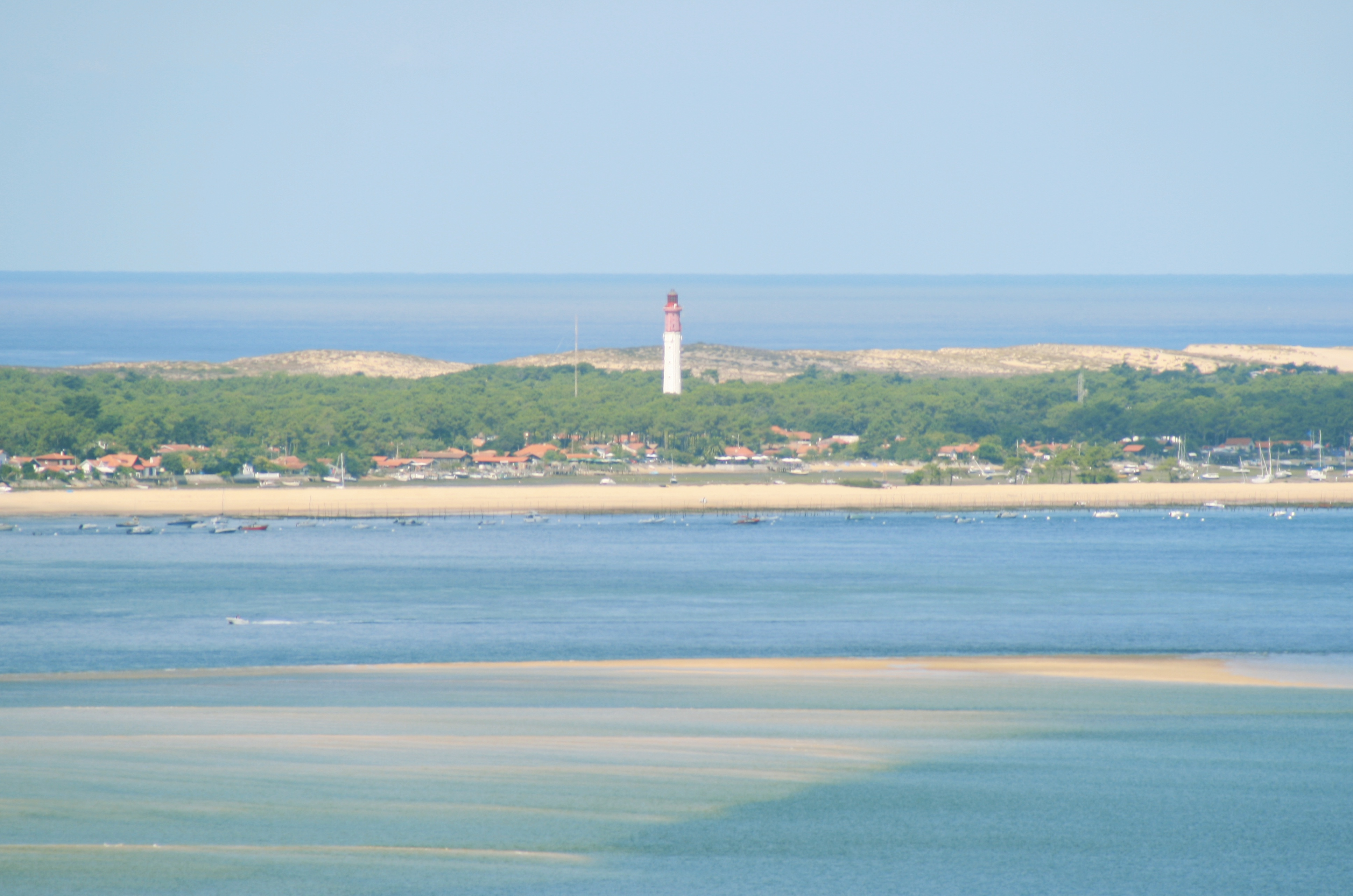
Le Cap Ferret dans le sud-ouest.

## Climat
Le climat de la Gironde est un climat tempéré de type océanique, avec des hivers relativement doux et des étés chauds.
Les précipitations sont bien réparties sur les saisons avec un maximum en novembre et décembre. L'été, elles sont dues généralement à des averses orageuses. Le littoral girondin bénéficie de l'influence de l'océan Atlantique ce qui adoucit les hivers et rafraîchit les étés. Ainsi, les côtes ne connaissent que rarement des températures en dessous de 0 comme au-dessus de 30 degrés Celsius. La présence de l'estuaire de la Gironde protège les vignobles du Médoc et du Blayais de la canicule et du gel.
Le département a connu des températures extrêmes avec comme records à Bordeaux -16,4 le 16 janvier 1985 et 41,2 le 23 juillet 2019. Les relevés de la station météorologique de Bordeaux-Mérignac (à 47 mètres d'altitude) sont représentatifs du climat de la Gironde.
| Mois                                  | jan.       | fév.       | mars      | avril     | mai       | juin      | jui.      | août      | sep.      | oct.      | nov.       | déc.       | année      |
| ------------------------------------- | ---------- | ---------- | --------- | --------- | --------- | --------- | --------- | --------- | --------- | --------- | ---------- | ---------- | ---------- |
| Température minimale moyenne (°C)     | 3,1        | 3,3        | 5,4       | 7,4       | 11        | 14,1      | 15,8      | 15,7      | 12,9      | 10,4      | 6,1        | 3,8        | 9,1        |
| Température moyenne (°C)              | 6,6        | 7,5        | 10,3      | 12,4      | 16,1      | 19,3      | 21,4      | 21,4      | 18,5      | 14,9      | 9,9        | 7,2        | 13,8       |
| Température maximale moyenne (°C)     | 10,1       | 11,7       | 15,1      | 17,3      | 21,2      | 24,5      | 26,9      | 27,1      | 24        | 19,4      | 13,7       | 10,5       | 18,5       |
| Record de froid (°C) date du record   | −16,4 1985 | −15,2 1956 | −9,9 1971 | −5,3 1929 | −1,8 1938 | 2,5 1938  | 4,8 1922  | 1,5 1924  | −1,8 1928 | −5,3 1936 | −12,3 1921 | −13,4 1938 | −16,4 1985 |
| Record de chaleur (°C) date du record | 20,2 1993  | 26,2 1926  | 27,7 1981 | 31,1 2005 | 35,4 1922 | 39,2 2011 | 41,2 2019 | 40,7 2003 | 37 1987   | 32,2 1921 | 26,7 2015  | 22,5 1989  | 41,2 2019  |
| Nombre de jours avec gel              | 7,8        | 6,8        | 2,5       | 0         | 0         | 0         | 0         | 0         | 0         | 0         | 1,3        | 7,9        | 26,4       |
| Ensoleillement (h)                    | 96         | 114,9      | 169,7     | 182,1     | 217,4     | 238,7     | 248,5     | 242,3     | 202,7     | 147,2     | 94,4       | 81,8       | 2 035,4    |
| Précipitations (mm)                   | 87,3       | 71,7       | 65,3      | 78,2      | 80        | 62,2      | 49,9      | 56        | 84,3      | 93,3      | 110,2      | 105,7      | 944,1      |
| Record de pluie en 24 h (mm)          | 52,2       | 81,7       | 51        | 49        | 59        | 56,8      | 50        | 87,6      | 79        | 67        | 49,2       | 59,6       | 87,6       |
| Humidité relative (%)                 | 88         | 84         | 78        | 76        | 77        | 76        | 75        | 76        | 79        | 85        | 87         | 88         | 80,8       |
| Nombre de jours avec neige            | 1          | 0,8        | 0,2       | 0         | 0         | 0         | 0         | 0         | 0         | 0         | 0,2        | 0,8        | 3          |
| Nombre de jours d'orage               | 1          | 1          | 0,8       | 2,1       | 4,2       | 4,3       | 4,8       | 5         | 3,6       | 1,6       | 1,2        | 1          | 30,6       |
| Nombre de jours avec brouillard       | 8,7        | 5,3        | 5         | 3,8       | 2,9       | 2,8       | 3         | 3,8       | 7         | 8,9       | 9          | 9,2        | 69,4       |

## Économie
- Le département est le premier acheteur français de pesticides : 3 527 000 tonnes en 2020[30]

## Démographie
Les habitants de la Gironde sont les Girondins. La démographie de la Gironde est caractérisée par une forte densité et une population en croissance continue depuis les premiers recensements.

En 2022, le département comptait 1 674 980 habitants, en évolution de +6,91 % par rapport à 2016 (France hors Mayotte : +2,11 %).
| 1791 | 1801    | 1806    | 1821    | 1826    | 1831    | 1836    | 1841    | 1846    |
| ---- | ------- | ------- | ------- | ------- | ------- | ------- | ------- | ------- |
| -    | 502 723 | 522 371 | 522 041 | 538 151 | 554 025 | 555 809 | 568 034 | 602 444 |

| 1851    | 1856    | 1861    | 1866    | 1872    | 1876    | 1881    | 1886    | 1891    |
| ------- | ------- | ------- | ------- | ------- | ------- | ------- | ------- | ------- |
| 614 387 | 640 757 | 667 193 | 701 855 | 705 149 | 735 242 | 748 703 | 775 845 | 793 528 |

| 1896    | 1901    | 1906    | 1911    | 1921    | 1926    | 1931    | 1936    | 1946    |
| ------- | ------- | ------- | ------- | ------- | ------- | ------- | ------- | ------- |
| 809 902 | 821 131 | 823 925 | 829 095 | 819 128 | 827 973 | 852 768 | 850 567 | 858 381 |

| 1954    | 1962    | 1968      | 1975      | 1982      | 1990      | 1999      | 2006      | 2011      |
| ------- | ------- | --------- | --------- | --------- | --------- | --------- | --------- | --------- |
| 896 517 | 935 448 | 1 009 390 | 1 061 480 | 1 127 546 | 1 213 499 | 1 287 334 | 1 393 758 | 1 463 662 |

| 2016      | 2021      | 2022      | - | - | - | - | - | - |
| --------- | --------- | --------- | - | - | - | - | - | - |
| 1 566 679 | 1 654 970 | 1 674 980 | - | - | - | - | - | - |

En quatorze ans, de 1999 à 2013, la population de la Gironde s'est accrue de plus de 218 000 personnes, soit environ 15 600 /an. Mais ce rythme de croissance varie beaucoup, de l'une à l'autre des 534 communes du département.
La densité de population de la Gironde, 156,2 hab./km2 en 2022, dépasse celle de la France (107,1 hab./km2).

### Communes les plus peuplées
| Nom                    | Code Insee | Intercommunalité         | Superficie (km2) | Population (dernière pop. légale) | Densité (hab./km2) | Modifier                                    |
| ---------------------- | ---------- | ------------------------ | ---------------- | --------------------------------- | ------------------ | ------------------------------------------- |
| Bordeaux               | 33063      | Bordeaux Métropole       | 49,36            | 265 328 (2022)                    | 5 375              | modifier les données · modifier les données |
| Mérignac               | 33281      | Bordeaux Métropole       | 48,17            | 77 136 (2022)                     | 1 601              | modifier les données · modifier les données |
| Pessac                 | 33318      | Bordeaux Métropole       | 38,82            | 66 874 (2022)                     | 1 723              | modifier les données · modifier les données |
| Talence                | 33522      | Bordeaux Métropole       | 8,35             | 45 869 (2022)                     | 5 493              | modifier les données · modifier les données |
| Villenave-d'Ornon      | 33550      | Bordeaux Métropole       | 21,26            | 42 185 (2022)                     | 1 984              | modifier les données · modifier les données |
| Saint-Médard-en-Jalles | 33449      | Bordeaux Métropole       | 85,28            | 32 749 (2022)                     | 384                | modifier les données · modifier les données |
| Bègles                 | 33039      | Bordeaux Métropole       | 9,96             | 30 968 (2022)                     | 3 109              | modifier les données · modifier les données |
| La Teste-de-Buch       | 33529      | CA Bassin d'Arcachon Sud | 180,20           | 27 141 (2022)                     | 151                | modifier les données · modifier les données |
| Cenon                  | 33119      | Bordeaux Métropole       | 5,52             | 26 784 (2022)                     | 4 852              | modifier les données · modifier les données |
| Gradignan              | 33192      | Bordeaux Métropole       | 15,77            | 26 186 (2022)                     | 1 660              | modifier les données · modifier les données |
| Libourne               | 33243      | CA du Libournais         | 20,63            | 24 668 (2022)                     | 1 196              | modifier les données · modifier les données |
| Lormont                | 33249      | Bordeaux Métropole       | 7,36             | 24 654 (2022)                     | 3 350              | modifier les données · modifier les données |
| Eysines                | 33162      | Bordeaux Métropole       | 12,01            | 24 436 (2022)                     | 2 035              | modifier les données · modifier les données |
| Le Bouscat             | 33069      | Bordeaux Métropole       | 5,28             | 24 262 (2022)                     | 4 595              | modifier les données · modifier les données |
| Gujan-Mestras          | 33199      | CA Bassin d'Arcachon Sud | 53,99            | 22 643 (2022)                     | 419                | modifier les données · modifier les données |

## Culture

### Sports

#### Clubs de sport

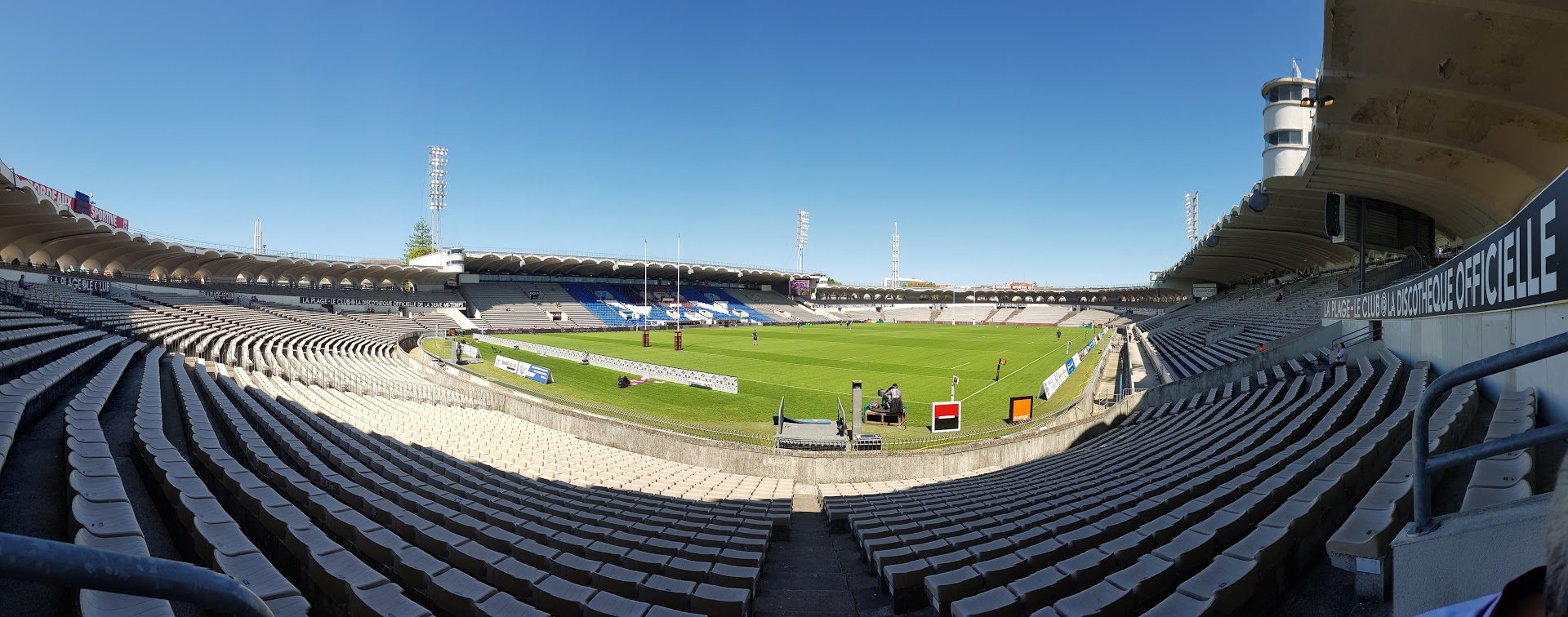
Le stade Chaban-Delmas a accueilli les Girondins de Bordeaux (football) de 1938 à 2015 avant d'accueillir l'Union Bordeaux Bègles (rugby à XV).

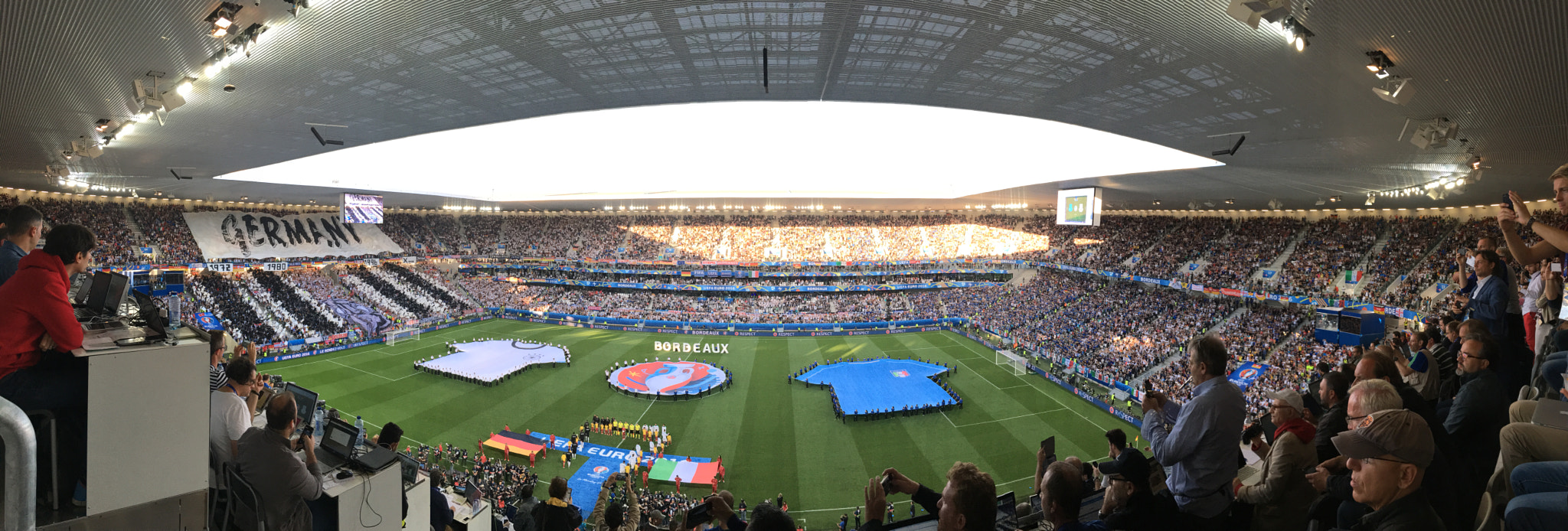
Le stade Matmut Atlantique à Bordeaux lors du Championnat d'Europe de football 2016.

- Les Girondins de Bordeaux évoluent en National 2 de football
- Le Football Club Libourne évolue en Régional 1, Poule C de la Ligue de football Nouvelle-Aquitaine
- Le club de Villa Primrose évolue en 1re division de tennis
- L'Union Bordeaux Bègles évolue en Championnat de France de rugby Top 14
- Le Mérignac Handball évolue en D2 de handball
- Le Club athlétique béglais handball évolue en D2 de handball
- Le SA Mérignac évolue en 1re division féminine de hockey sur gazon et en Nationale 1 féminine et masculine de rink hockey
- L'Union sportive Coutras évolue en Nationale 1 féminine et masculine de rink hockey
- Le Stade bordelais ASPTT (rugby à XV) évolue en 1re division de rugby féminin
- L'Entente sportive Bruges Blanquefort évolue en D2 de rugby féminin
- Le Jeunes de Saint-Augustin Bordeaux Métropole évolue en Championnat de France de basket-ball de Nationale masculine 1
- Le Girondins de Bordeaux HBC évolue en Championnat de France de handball masculin de Pro D2
- Les Bordeaux Bombers évoluent en 1re division de football australien
- Les Boxers de Bordeaux évoluent en D1 de hockey sur glace masculin
- Le Club athlétique Bordeaux Bègles Gironde évolue en D1 de rugby masculin.
- Les Devils de Cenon évoluent en D4 de football américain
- Les Kangourous de Pessac évoluent en D2 de football américain
- Les Panthères de Pessac évoluent en Élite (D1) de baseball et en 1er de softball
- Les Pitcher's de Pineuilh évoluent en division 2 de baseball
- Les Lions de bordeaux évoluent en D2 de football américain

#### Événements sportifs
- Le Jumping international de Blaye

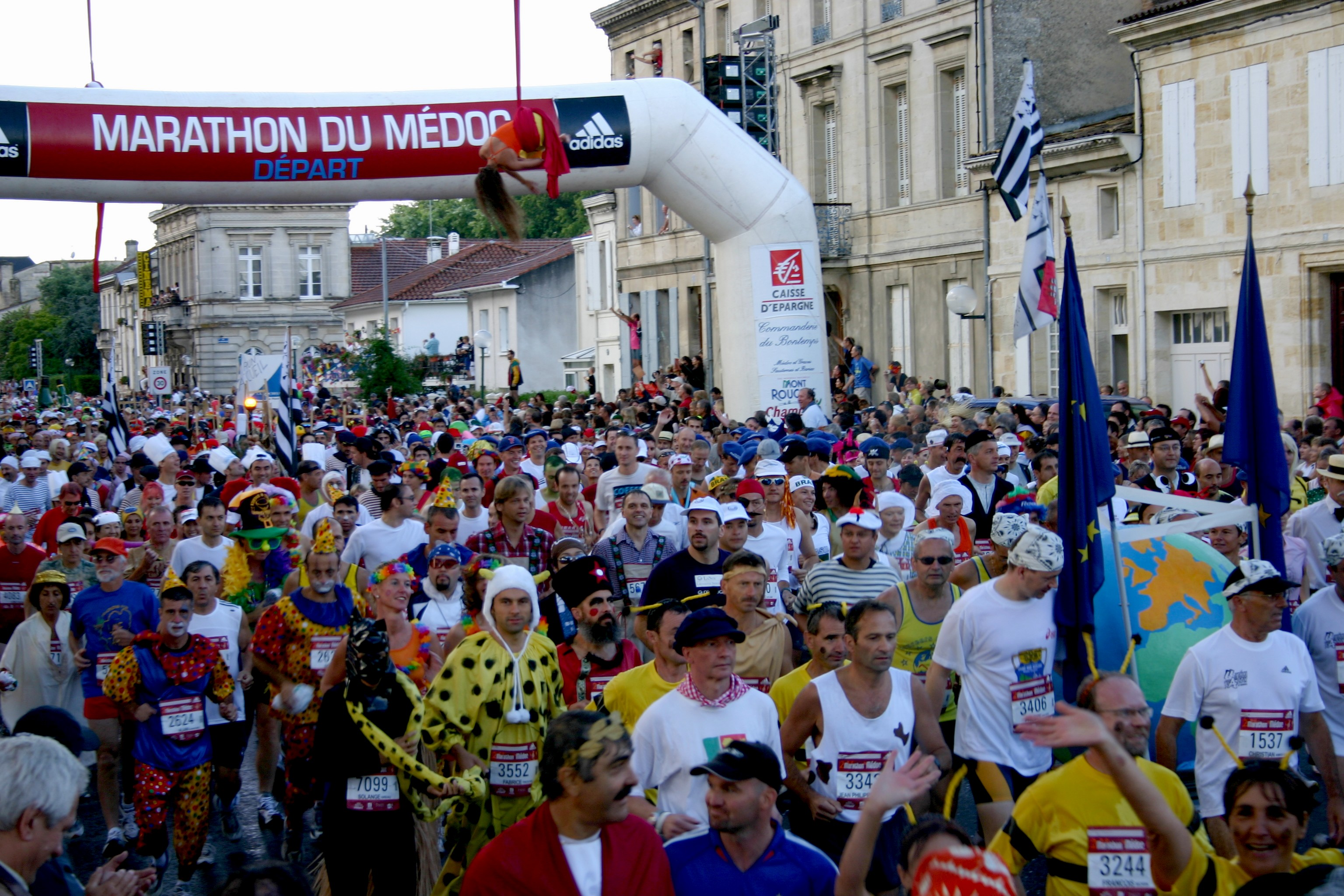
Le Marathon du Médoc, considéré comme « le plus long du monde ».

- Le Lacanau Pro, compétition de surf
- Le Decastar, compétition d'athlétisme (décathlon)
- Le Jumping international de Bordeaux
- Les Championnats du monde de cyclisme sur piste 2006
- Les Championnats du monde de cyclisme sur piste 1998
- Le Grand Prix du Sud-Ouest
- Le Marathon du Médoc
- Le Trans Aq'
- Le Tour de Gironde
- Le Marathon de Bordeaux Métropole

#### Animations sportives

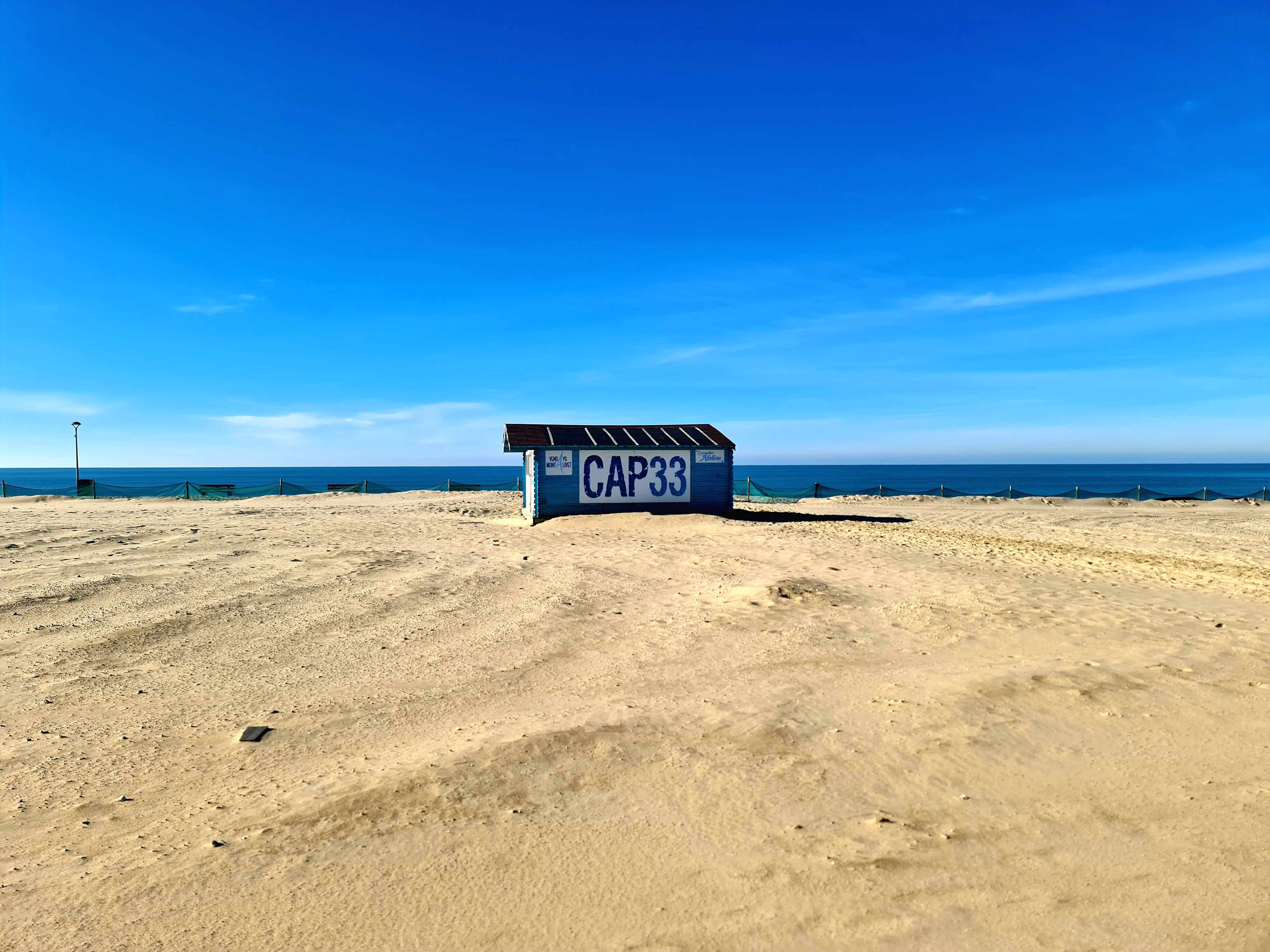
Un centre CAP33 à Montalivet.

En partenariat avec le département de la Gironde, les centres CAP33 proposent gratuitement aux familles et aux individuels de plus de 15 ans de nombreuses activités sportives et de loisirs pendant les vacances scolaires : sports collectifs, aquatiques, de raquette, de plage, de remise en forme, danse, yoga...
Des tournois sont organisés et des stages payants sont proposés aux personnes désirant se perfectionner dans une discipline.

### Langues
La Gironde (Gironda en occitan) connaît deux langues traditionnelles :
- l'occitan est la langue traditionnelle de presque toute la Gironde. Il y est parlé sous trois formes dialectales : le gascon parlé sur la plus grande partie du territoire : Bazadais, Haute Lande Girondine, Pays de Buch, Médoc, Bordelais, Entre-deux-Mers ; le languedocien dans le Nord-Est de l'Entre-deux-Mers et l'Est du Libournais ; enfin le limousin à Puynormand.
Le gascon, en Gironde, comprend plusieurs variantes locales :
  - Bordelais : gascon caractérisé par un -b- intervocalique, un subjonctif en -e, assez francisé… ; on peut y rattacher les parlers du Bourgeais, Cubzagais, Fronsadais, Libournais…
  - Sud-Médoc, Bassin : gascon caractérisé par un -d- intervocalique, un imparfait en -è et un -w- intervocalique…
  - Bazadais et région de Saint-Macaire : gascon caractérisé par les conjugaisons en -o- (prétérit/subj. passé), le a- prosthétique, -s- intervocalique, -w- intervocalique, absence de -n- intervocalique…

Bordelais : Lo dròlle li fedèva/hadèva beure la harina/farina avant qu'i angusse (Lou drolle li fédèbe/adèbe béwre la harine/farine abann qu'i angusse) ;
Pays de Buch : Lo dròlle li hadè búver la harina avant qu'i angussi (Lou drolle li hadè buwe la harine awann qu'i angussi) ;
Bazadais : Lo dròlle li hasèva béver la haria avant qu'i angossi (Lou drolle li hasèwe béwe la hariye awann qu'i angoussi).
- le poitevin-saintongeais dans sa variante saintongeaise[Note 4], qui fait partie du groupe d'oïl, est parlé dans trois territoires plus petits :
  - dans une frange au nord-est du département qu'on appelle le pays Gabay ou la Grande Gavacherie. Elle comprend Blaye, Guîtres et Coutras,
  - dans une enclave en domaine gascon qu'on appelle la Petite Gavacherie ou Gavacherie de Monségur, constituée d'une quinzaine de communes autour du bourg de Monségur, dans l'Entre-deux-Mers et la vallée du Dropt.
  - au bout de la pointe de Grave, au Verdon[37].

Le français, langue officielle nationale, est parlé par l'ensemble de la population. Utilisé par les élites depuis le Moyen Âge, il s'est imposé avec l'unification linguistique de la France promue par la IIIe République. Il est désormais la langue de communication de l'ensemble de la population girondine.
Lo Sarmonèir (oc) est un journal en langue occitane qui traite de l'actualité en Gironde.

### Patrimoine

#### Châteaux
- Le « verrou de l'estuaire » constitué par Vauban : citadelle de Blaye, fort Médoc et fort Paté.
- Château de Roquetaillade, de La Brède, de Langoiran, de Rauzan, de Vayres, de Cadillac, dit « des Ducs d'Epernon », de Cazeneuve, du Bouilh, Guiraud, de La Rivière, de Villandraut, Margaux, Beychevelle, du Cos d'Estournel, de Guilleragues, de Monbadon, de Fargues, de Blanquefort, de Sémignan, du Taillan, de Mongenan, de Malle, des Jaubertes, du Hamel, de Tastes, de Cadillac-en-Fronsadais, de Vertheuil, de Lamarque, de Lugaignac, de Boirac-Ségur, de Génissac, du Puch de Gensac, castrum de Pommiers, etc.
- Tour de l'Honneur (Lesparre-Médoc), tour du Roy (Saint-Emilion).

#### Phares
- Phare de Cordouan
- Phare de Grave
- Phare de Richard
- Phare de Patiras
- Phare d'Hourtin
- Phare du cap Ferret

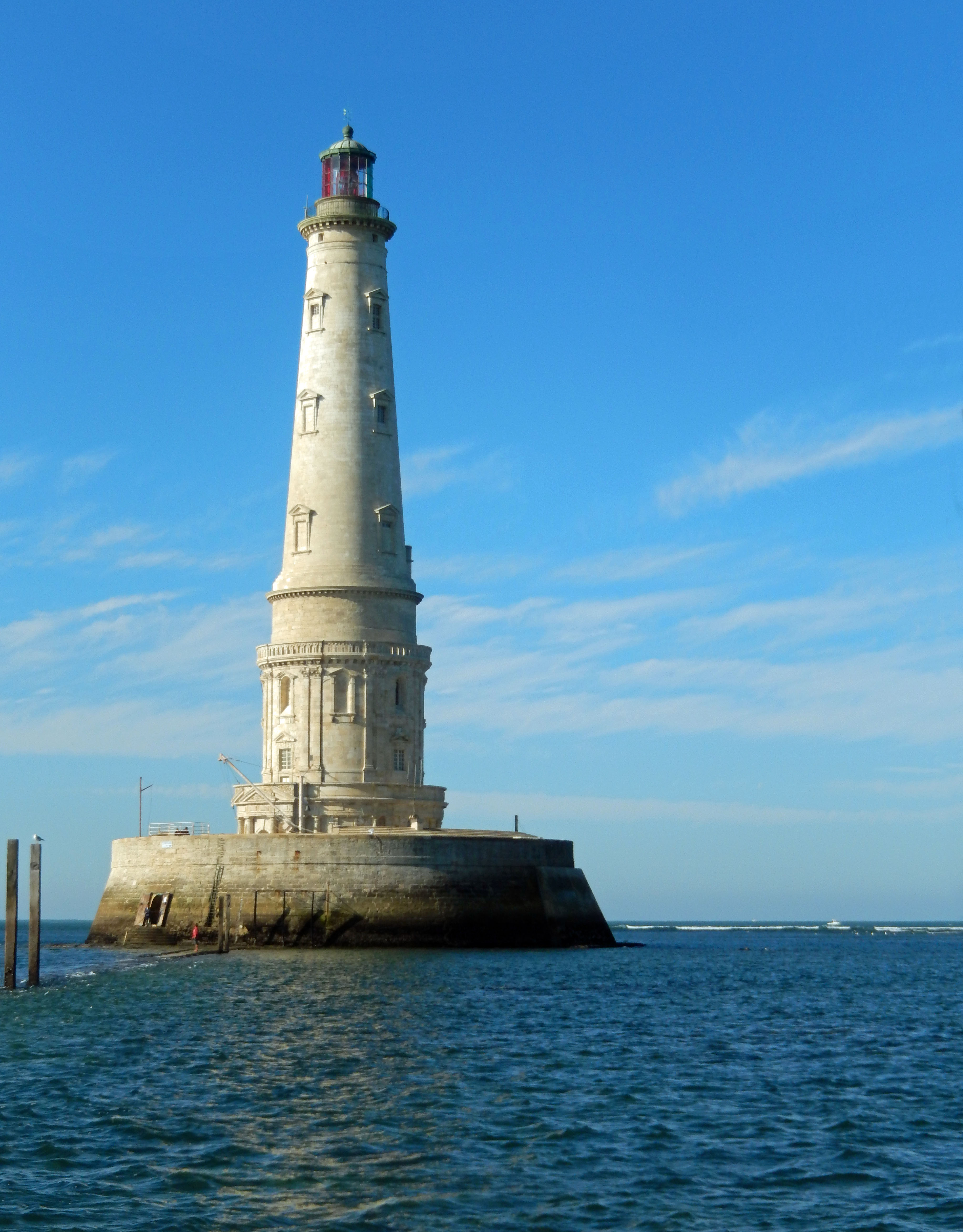
Phare de Cordouan à marée haute.
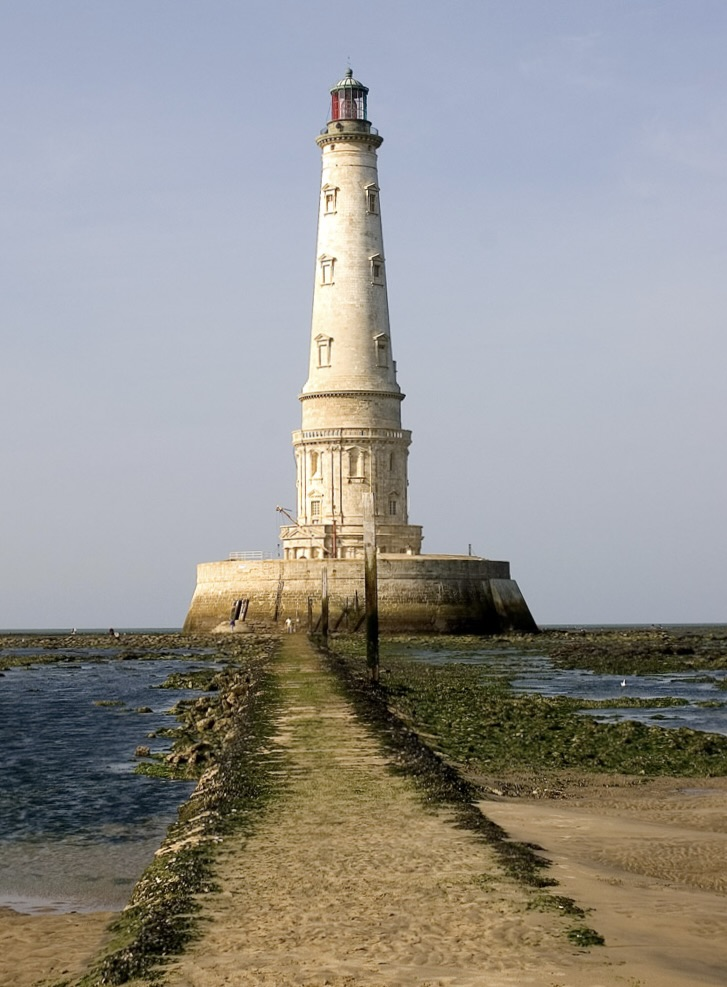
Phare de Cordouan à marée basse.
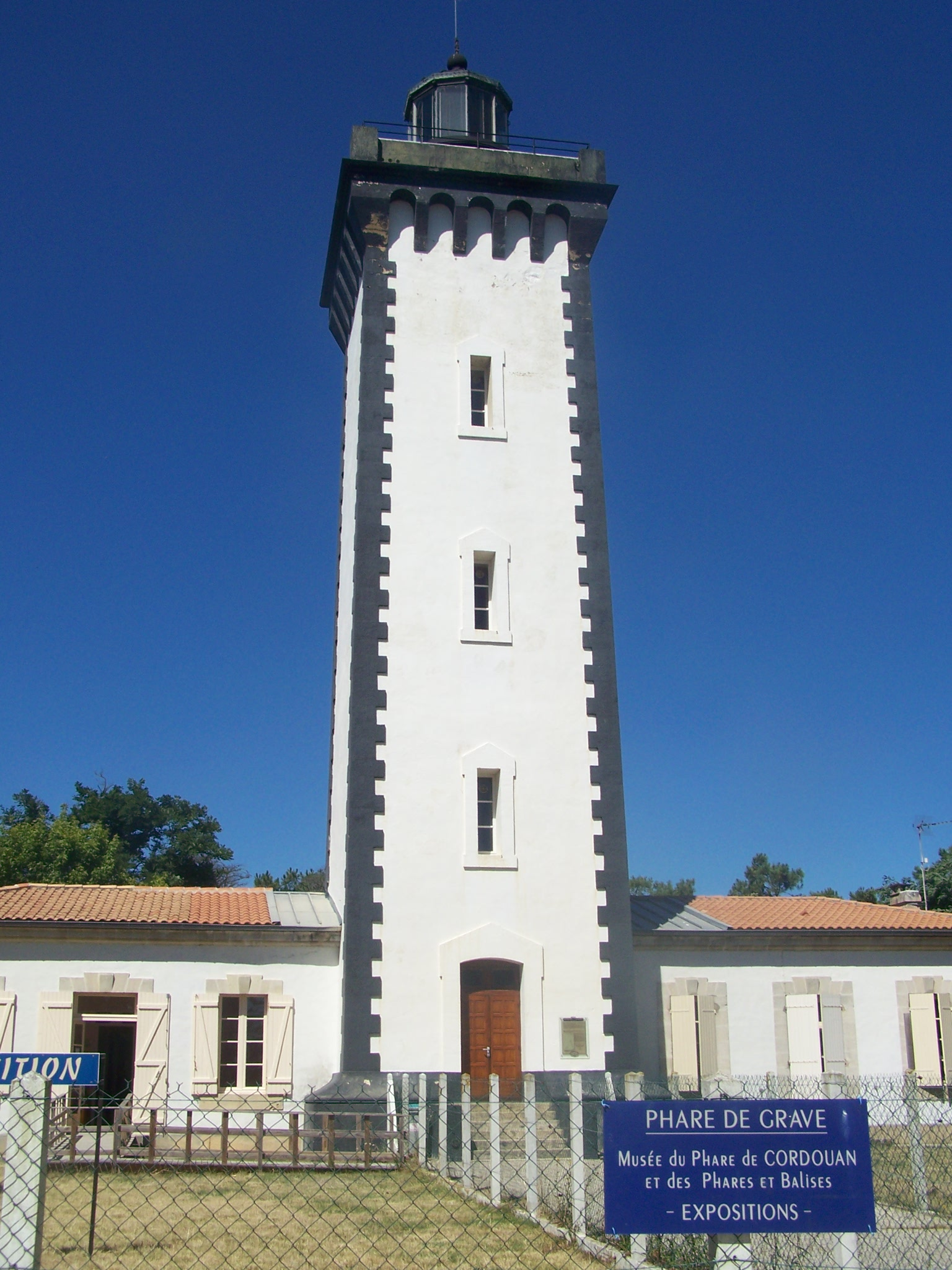
Phare de Grave au Verdon-sur-Mer.
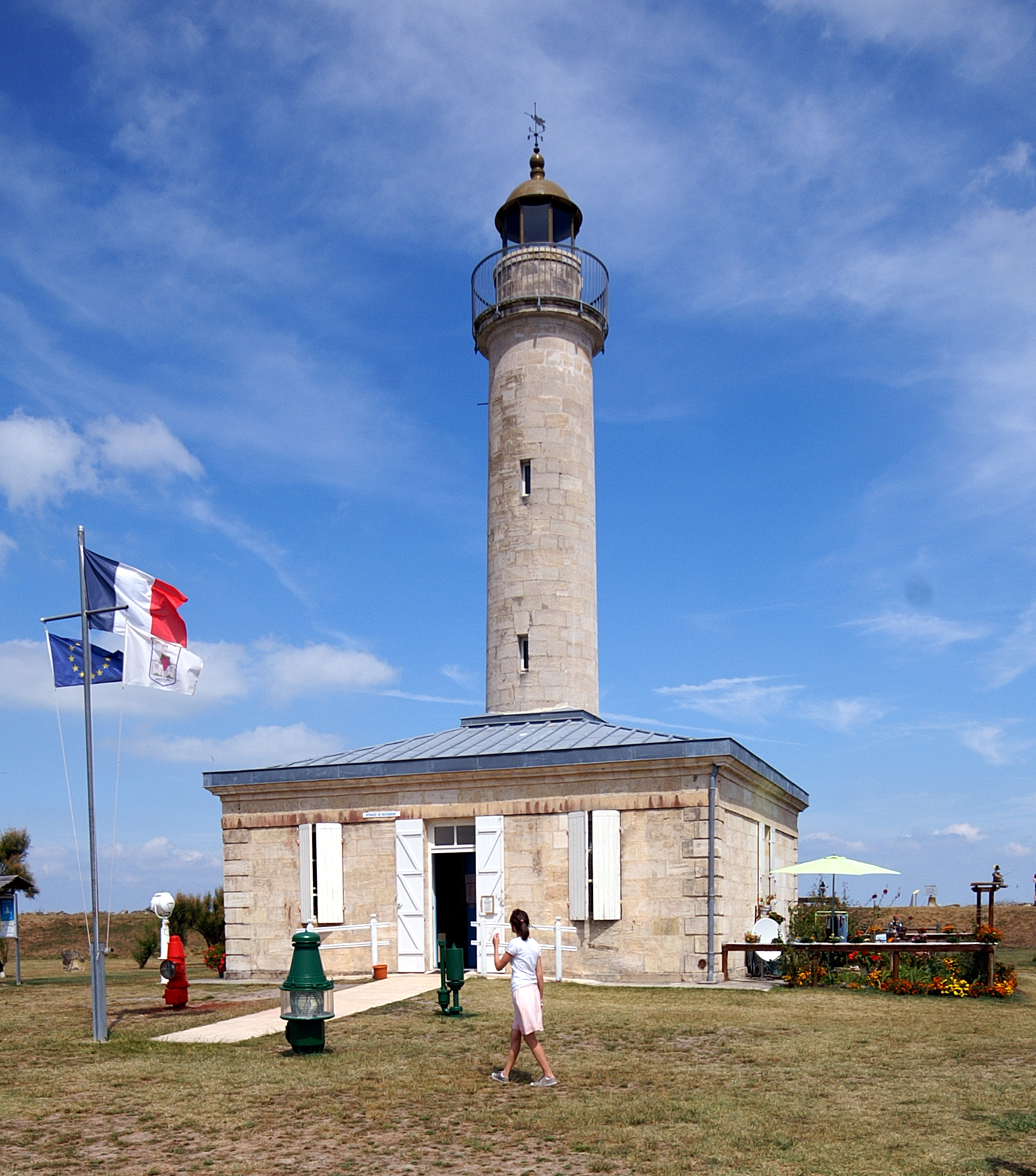
Phare de Richard à Jau-Dignac-et-Loirac.
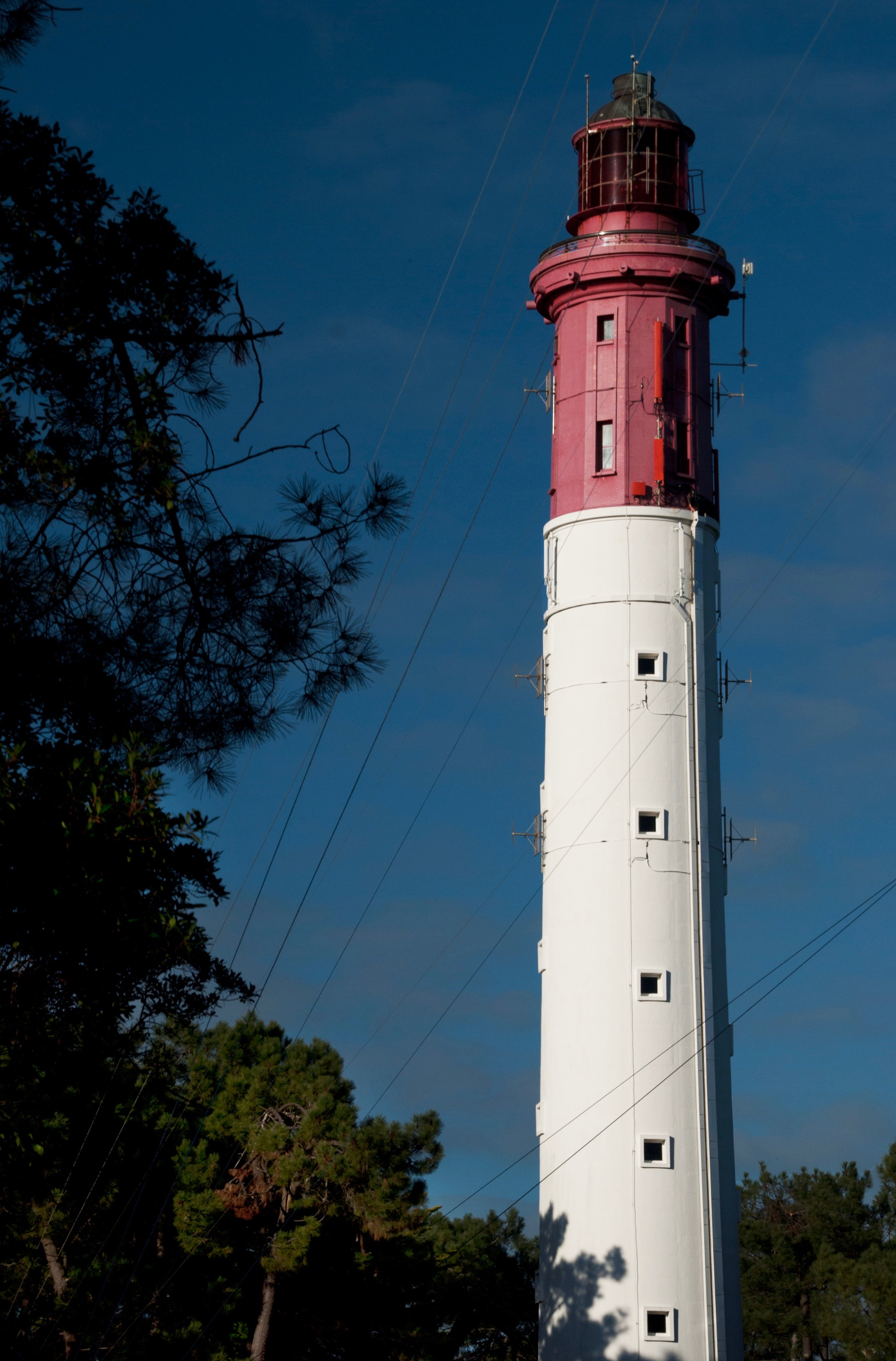
Phare du Cap-Ferret.

#### Villes
- La ville de Bordeaux, plus vaste ensemble urbain classé sur la liste du patrimoine mondial de l'UNESCO
- La ville de Saint-Émilion, patrimoine de l'Unesco depuis 1999.
- La ville de Pauillac, plus longue façade fluviale sur l'estuaire de la Gironde.
- Saint-Macaire, Rions, La Réole, Bazas, Gensac, Pujols, Castelmoron-d'Albret, Castillon-la-Bataille, Bourg, Soulac-sur-Mer.
- Bastides de Blasimon, Cadillac, Créon, Libourne, Monségur, Pellegrue, Sauveterre-de-Guyenne, Sainte-Foy-la-Grande.

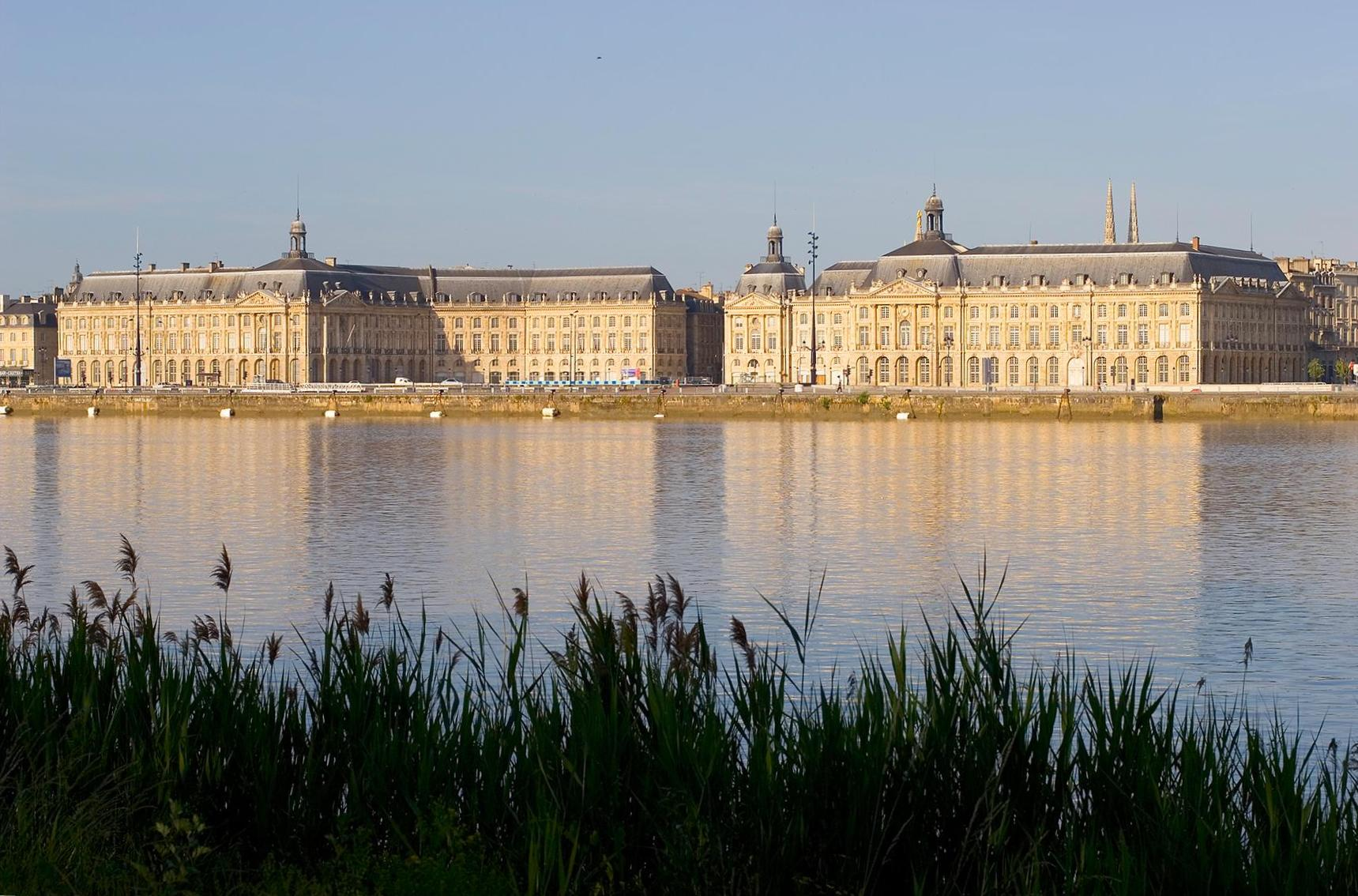
Quais de Bordeaux au bord de la Garonne et place de la Bourse.
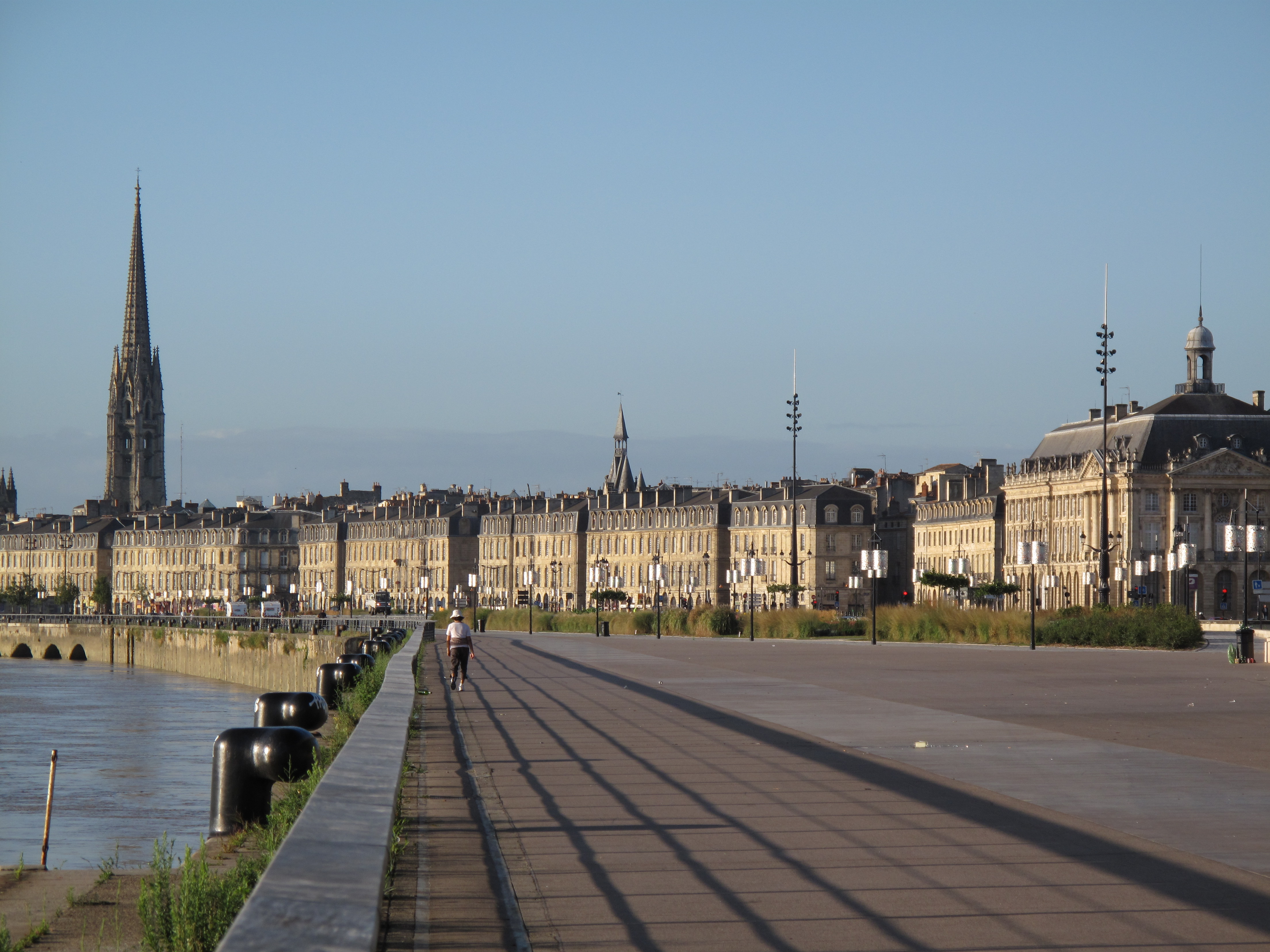
Quais de Bordeaux et basilique Saint-Michel.
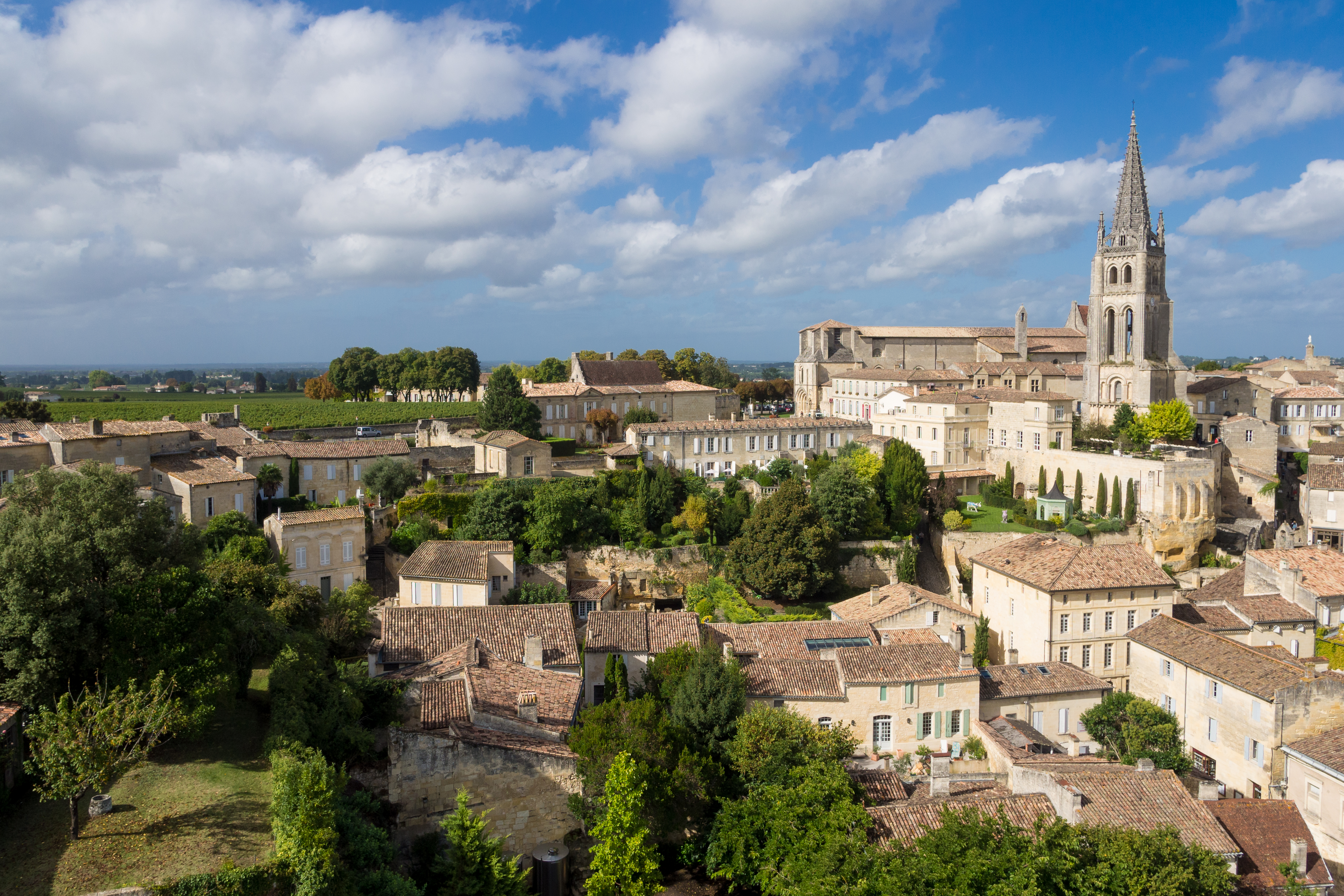
Cité médiévale de Saint-Émilion dominée par l'église monolithe.
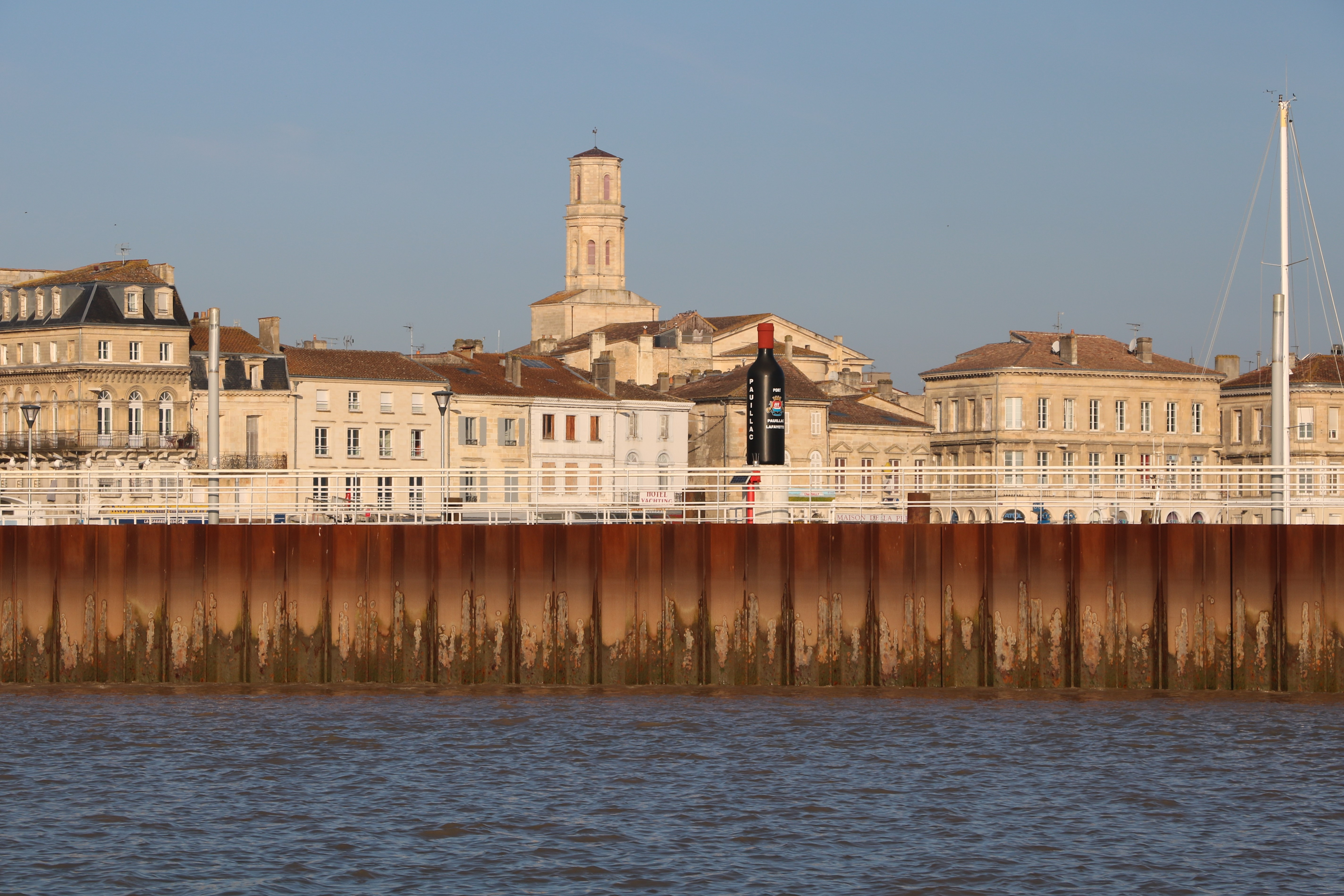
Quais de Pauillac au bord de la Gironde et port de plaisance.

#### Abbayes et prieurés
- Abbayes de Vertheuil, La Sauve-Majeure, Guîtres, Saint-Ferme, Saint-Pierre-de-l'Isle, Sainte-Croix de Bordeaux, Blasimon, Fontguilhem, Faizé, le Rivet, Bonlieu, Cornemps, Pleine-Selve.
- Prieuré de La Réole, prieuré de Cayac à Gradignan.
- Basiliques de Verdelais, Soulac-sur-Mer, Arcachon.
- Pèlerinage à Montuzet.
- Commanderies de Benon, Roquebrune, Sallebruneau, Montarouch, Villemartin, etc.

#### Églises remarquables
- Bordeaux : cathédrale Saint-André, basilique Saint-Michel, basilique Saint-Seurin, abbatiale Sainte-Croix, église Saint-Paul, Église Saint-Pierre de Bordeaux, Église Saint-Ferdinand de Bordeaux, Église Saint-Louis-des-Chartrons, Église du Sacré-Cœur, Église Notre-Dame de Bordeaux, Église Saint-Éloi de Bordeaux.
- Cathédrale de Bazas.
- Église monolithe de Saint-Emilion.
- Prieuré de Saint-Macaire.
- Les trois églises de la commune de Montagne.
- Les églises de Bayon-sur-Gironde, Saint-Estèphe, Petit-Palais-et-Cornemps, Vieux Lugo, Saint-Vivien-de-Médoc, Lamarque, Cars, Saint-André-de-Cubzac, Barsac, Pondaurat, Notre-Dame-des-Passes d'Arcachon.
- Ermitage de Lormont.
- Chapelle de Condat à Libourne et Chapelle Sainte-Marie-du-Cap à Lège-Cap-Ferret, etc.

#### Autres
- La stèle du 45e parallèle sur le coteau de Montalon à Saint-André-de-Cubzac.
- Point d'intersection entre le méridien de Greenwich et le 45e parallèle nord (longitude 0°, latitude 45°N), à égale distance du pôle Nord et de l'équateur[38].
- Cité Frugès de Pessac.
- Pont médiéval de Pondaurat sur la Bassanne.

### Cinéma

#### Salles de cinéma
La Gironde est l'un des départements avec le plus d'écrans de cinéma en France, juste derrière Paris et les Bouches-du-Rhône, avec 47 salles de cinéma. Le département est le premier de France en termes de communes équipées, avec 44 communes disposant d'au moins une salle. Si le département est particulièrement bien doté en multiplexes, notamment sur le territoire de la métropole bordelaise, les cinémas indépendants ne sont pas en reste, avec une structure locale, l'association des cinémas de proximité de la Gironde, qui regroupe trente salles, y compris en zones rurales, autour d'une volonté de garder une vie cinématographique locale active.

#### Tournages
Le département également de nombreux tournages de films. La Gironde concentre 60% des tournages de toute la région Nouvelle-Aquitaine, avec presque un tournage par jour, majoritairement à Bordeaux ,. La ville avec son architecture haussmannienne, est fréquemment utilisé comme doublure de Paris.

### Événements culturels
Plusieurs manifestations culturelles se déroulent en Gironde : Festival international du cinéma au féminin de Bordeaux, Festival de court métrage Coupé Court de Bordeaux, Festival européen du court métrage de Bordeaux, Escale du livre, Fest'arts, Festival international de cinéma Cinémascience de Bordeaux, Festival du film d'animation de Bègles, Festival international du film d'histoire de Pessac, Festival international du film indépendant de Bordeaux, Festival du film de Pauillac, Festival des Hauts de Garonne, Lire en Poche, Festival Musicacité, Musik à Pile, Nuits atypiques, Ouvre la Voix, La Part des anges (festival), Reggae Sun Ska Festival, Les Rendez-vous de Terres Neuves, Les Riches Heures de La Réole, Festival VivaCité, Festival ODP, etc.

## Patrimoine naturel
- Dune du Pilat
- Dune de l'Amélie

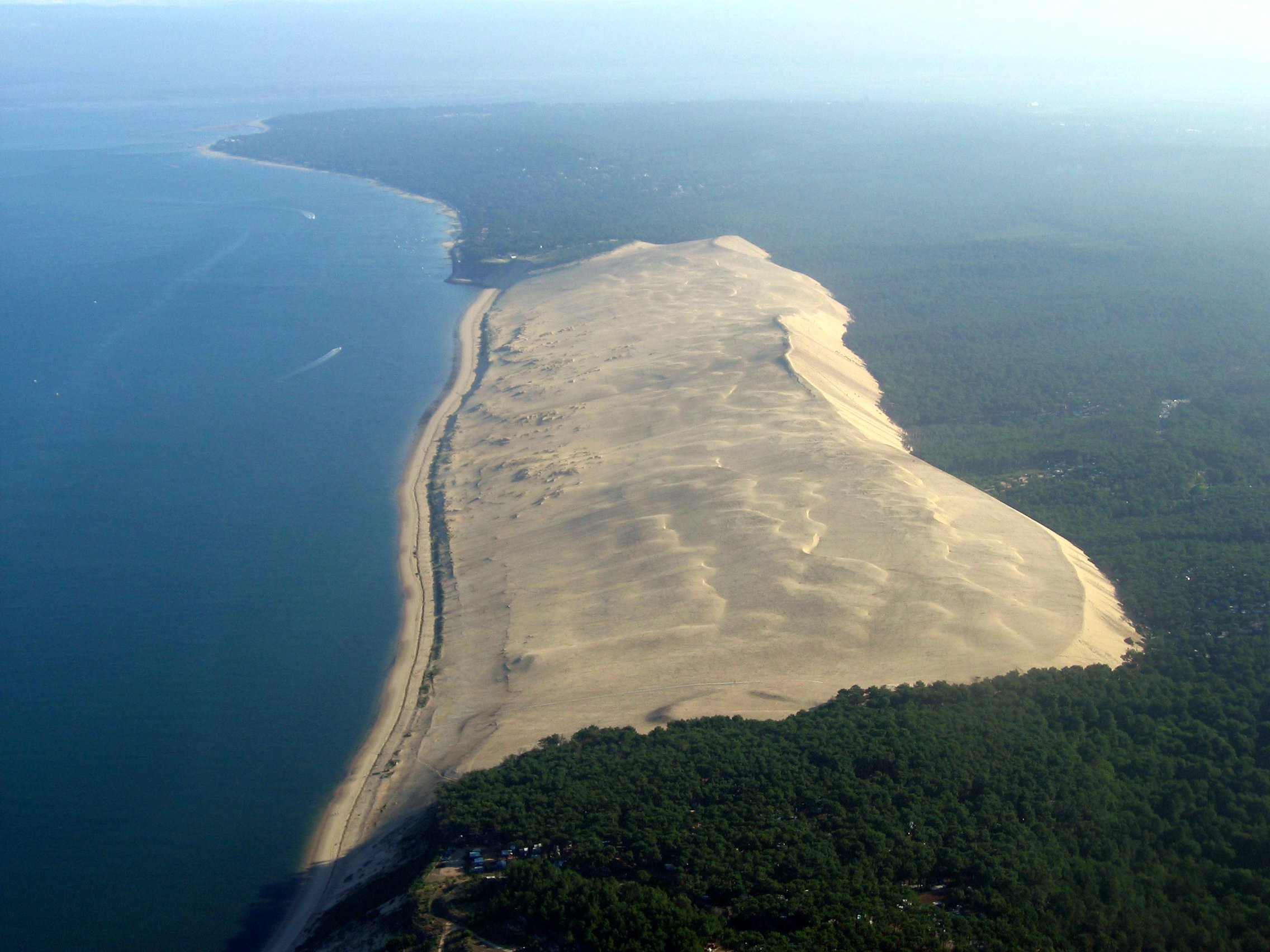
Vue aérienne de la dune du Pilat au sud du bassin d'Arcachon.

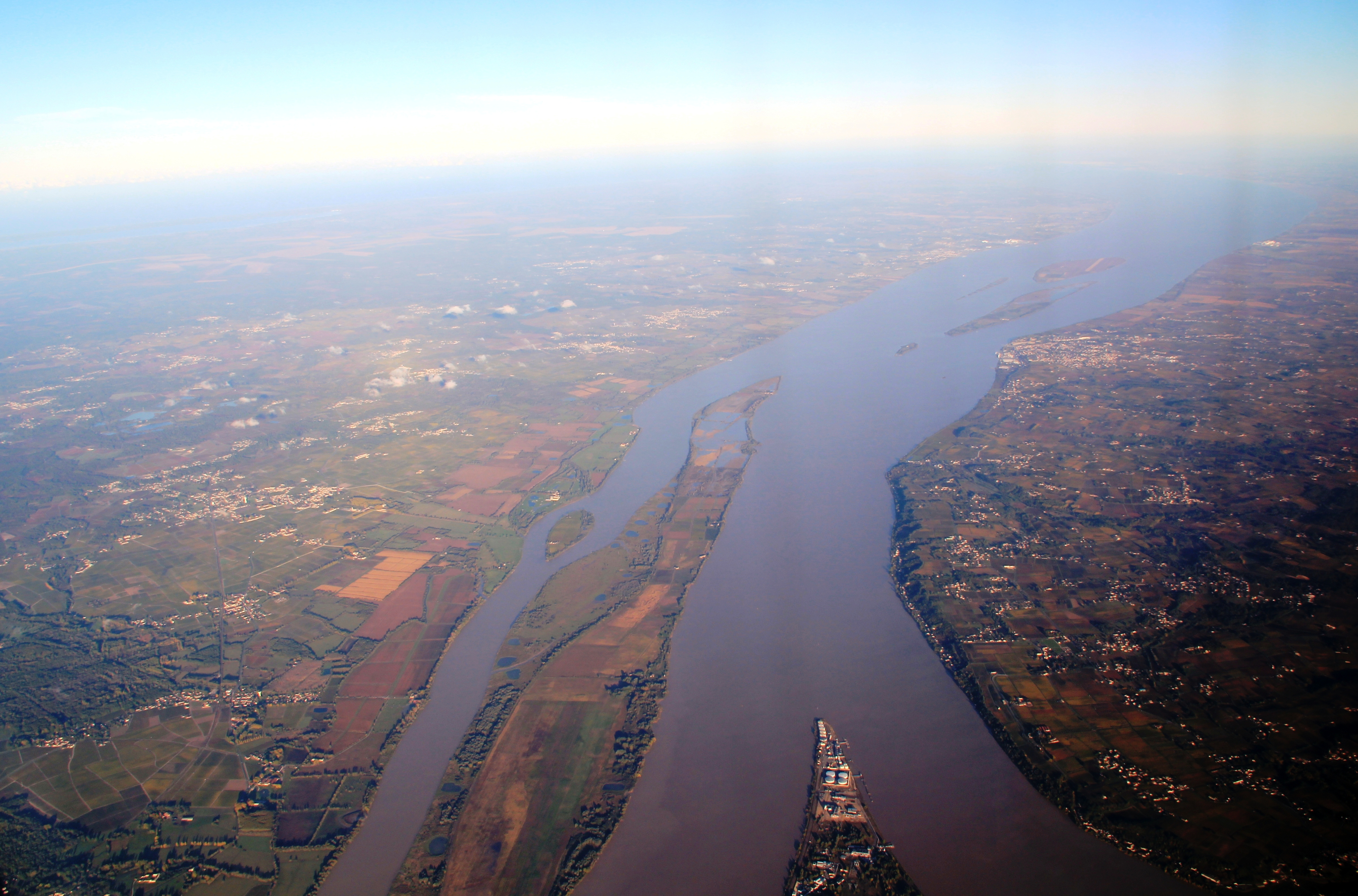
Vue aérienne du bec d'Ambès où confluent la Garonne et la Dordogne pour former l'estuaire de la Gironde.

- Bassin d'Arcachon et Parc naturel marin du bassin d'Arcachon
- Parc naturel marin de l'estuaire de la Gironde et de la mer des Pertuis
- Réserve ornithologique du Teich
- Réserve naturelle nationale du Banc-d'Arguin
- Réserve naturelle nationale de l'étang de Cousseau
- Réserve naturelle nationale des dunes et marais d'Hourtin
- Réserve naturelle nationale des marais de Bruges
- Réserve naturelle nationale des prés salés d'Arès et de Lège-Cap-Ferret
- Réserve naturelle nationale géologique de Saucats et la Brède
- Marais du Verdon
- Lagune de Contaut
- Marais de Soussans
- Domaine de Certes
- Les lacs médocains (Hourtin-Carcans, Lacanau)
- Bec d'Ambès
- Lagunes du Gat-Mort
- Vallées du Ciron et de la Leyre
- Corniche de l'estuaire
- Roselières de l'estuaire
- Îles de l'estuaire
- Pointe de Grave

## Musées
- Musées de Bordeaux
- Écomusée de Vertheuil
- Écomusée du Libournais
- Musée municipal de Bazas

La Cité du Vin sur la rive gauche de la Garonne à Bordeaux.

- Musée d'Art religieux de Verdelais
- Jardin de la Lamproie
- Centre François-Mauriac
- Maison Lillet

## Tourisme
Le département a obtenu en 2024 la troisième place du classement GreenGo de « l'écoresponsabilité » pour le tourisme durable, derrière l'Ardèche et le Finistère.

### Résidences secondaires
Selon le recensement général de la population du 1er janvier 2008, 8,8 % des logements disponibles dans le département étaient des résidences secondaires.
Ce tableau indique les principales communes de Gironde dont les résidences secondaires et occasionnelles dépassent 10 % des logements totaux en 2008 :
| Ville                           | Population SDC | Logements (nombre) | Résidences secondaires (nombre) | Résidences secondaires (%) |
| ------------------------------- | -------------- | ------------------ | ------------------------------- | -------------------------- |
| Grayan-et-l'Hôpital             | 1 090          | 2 442              | 1 860                           | 76,16                      |
| Lacanau                         | 4 381          | 8 691              | 6 525                           | 75,08                      |
| Vendays-Montalivet              | 2 167          | 4 385              | 3 223                           | 73,49                      |
| Carcans                         | 2 139          | 3 818              | 2 781                           | 72,84                      |
| Soulac-sur-Mer                  | 2 714          | 4 869              | 3 499                           | 71,87                      |
| Lège-Cap-Ferret                 | 7 396          | 10 594             | 7 013                           | 66,20                      |
| Hourtin                         | 2 767          | 3 494              | 2 062                           | 59,03                      |
| Arcachon                        | 11 789         | 16 368             | 9 213                           | 56,29                      |
| Le Verdon-sur-Mer               | 1 357          | 1 832              | 1 010                           | 55,11                      |
| Le Porge                        | 2 360          | 2 074              | 1 051                           | 50,65                      |
| Vensac                          | 790            | 637                | 247                             | 38,78                      |
| Andernos-les-Bains              | 10 793         | 8 349              | 2 834                           | 33,95                      |
| Arès                            | 5 520          | 4 137              | 1 291                           | 31,22                      |
| Saint-Vivien-de-Médoc           | 1 513          | 1 110              | 345                             | 31,08                      |
| Lanton                          | 6 064          | 3 963              | 1 126                           | 28,41                      |
| La Teste-de-Buch (Pyla-sur-mer) | 24 384         | 14 999             | 3 517                           | 23,45                      |
| Gujan-Mestras                   | 18 461         | 10 314             | 1 740                           | 16,87                      |

- Source INSEE, chiffres au 1er janvier 2008.

## Personnalités liées à la Gironde

### Antérieurement à la création du département
- Aliénor d'Aquitaine (vers 1123-1204), duchesse d'Aquitaine, reine de France, puis reine consort d'Angleterre.
- Pey Berland (1370-1458), homme d'Église, archevêque de Bordeaux à la fin de la guerre de Cent Ans.
- Clément V (v. 1264-1314), pape, né près de Villandraut.
- Étienne de La Boétie (1530-1563), écrivain humaniste et poète, mort à Germignan (commune du Taillan-Médoc).
- Michel de Montaigne (1533-1592), né et mort en Dordogne, penseur et homme politique de la Renaissance, maire de Bordeaux à deux reprises.
- Charles de Secondat, baron de Montesquieu (1689-1755), penseur politique, philosophe et écrivain, né à La Brède.

### Personnalités nées en Gironde
- Marcel Amont (1929-2023), chanteur et acteur, né à Bordeaux.
- Jean Anouilh (1910-1987), auteur dramatique, né à Bordeaux.
- Alain Aslan (1930-2014), sculpteur, né à Lormont.
- Denis Barthe (1963-), batteur du groupe Noir Désir, né à Talence.
- Arnaud Berquin (1747-1791), écrivain, dramaturge et pédagogue, né à Bordeaux.
- Robert Boulin (1920-1979), homme politique, né à Villandraut.
- José Bové (1953-), homme politique et altermondialiste, né à Talence
- Fernand de Brinon (1885-1947), avocat, journaliste et homme politique, né à Libourne.
- Matthieu Chalmé (1980-), footballeur né à Bruges.
- René Clément (1913-1996), cinéaste, né à Bordeaux.
- Georges Coulonges (1923-2003), écrivain et scénariste, né à Lacanau.
- Julien Courbet (1965-), journaliste, animateur-producteur de télévision et de radio, né à Eysines.
- Jacques-Yves Cousteau (1910-1997), explorateur océanographique, né à Saint-André-de-Cubzac où il repose depuis 1997.
- Boris Cyrulnik, psychanalyste, psychologue et écrivain, né le 26 juillet 1937 à Bordeaux.
- Danielle Darrieux (1917-2017), actrice, née à Bordeaux.
- Danielle Bonel, (1919-2012), actrice française, secrétaire et confidente de la chanteuse Édith Piaf, née à Arcachon.
- Sophie Davant (1963-), une animatrice de télévision, née à Bordeaux.
- Bob Denard (1929-2007), mercenaire.
- Maurice Dubois (1869-1944), peintre, né à Bordeaux et mort à Preignac.
- Louis Ducos du Hauron (1837-1920), inventeur dans le domaine de la photographie, né à Langon.
- Lilly Daché (1898-1989), modiste française installée aux États-Unis, née à Bègles.
- Christophe Dugarry (1972-), footballeur, né à Lormont.
- Jacques Duvigneau (1833-1902), homme politique, président du conseil général de la Gironde de 1893 à 1901, député de la Gironde de 1892 à 1898, né et mort à Audenge.
- Jacques Ellul (1912-1994), professeur d'histoire du droit, sociologue, théologien protestant, né à Bordeaux et mort à Pessac.
- Robert Escarpit (1918-2000), universitaire, écrivain, journaliste, né à Saint-Macaire et mort à Langon.
- Jean Eustache (1938-1981), réalisateur, né à Pessac.
- Jean-Marc Furlan (1957-), footballeur et entraîneur de football, né à Sainte-Foy-la-Grande.
- Pierre Garmendia, (1924-2016), homme politique français, né à Bordeaux.
- Alain Giresse (1952-), footballeur international et entraîneur de football, né à Langoiran.
- Catherine Laborde (1951-2025), journaliste, météorologue pour TF1 de 1988 à 2017, née à Bordeaux.
- Françoise Laborde (1953-), journaliste, née à Bordeaux, Officier de la Légion d'Honneur.
- Marie Laforêt (1939-2019), chanteuse et actrice, née à Soulac-sur-Mer.
- Serge Lama (1943-), chanteur, né à Bordeaux.
- Pierre Larquey (1884-1962), acteur, né à Cénac.
- William Leymergie (1947-), animateur et journaliste, né à Libourne.
- Max Linder (1883-1925), acteur et réalisateur de cinéma, né à Saint-Loubès.
- Philippe Madrelle (1937-2019), homme politique, né à Saint-Seurin-de-Cursac.
- Noël Mamère (1948-), né à Libourne, maire de Bègles.
- Adrien Marquet (1884-1955), homme politique, né et mort à Bordeaux, maire de Bordeaux de 1925 à 1944.
- François Mauriac (1885-1970), écrivain et journaliste, né à Bordeaux.
- Benjamin Millepied (1977-), danseur et chorégraphe, né à Bordeaux.
- Ugo Mola (1973-), joueur et entraîneur de rugby à XV, né à Sainte-Foy-la-Grande.
- Édouard Molinaro (1928-2013), cinéaste, né à Bordeaux.
- Christian Morin (1945-), clarinettiste, homme de radio, de télévision et acteur, né à Bordeaux.
- Pierre Palmade (1968-), humoriste, né à Bordeaux.
- les frères Pereire : Émile (1800-1875) et Isaac (1806-1880), financiers, entrepreneurs et hommes politiques, nés à Bordeaux.
- Michèle Perrein (1929-2010), romancière, née et morte à La Réole.
- Éric Poulliat (1974-), député de la 6e circonscription de la Gironde de 2017 à 2024, conseiller municipal de Saint-Aubin-de-Médoc.
- Élisée Reclus (1830-1905), géographe, membre de l'Internationale socialiste, né à Sainte-Foy-la-Grande.
- Odilon Redon (1840-1916), peintre, dessinateur et graveur, né à Bordeaux.
- Henri Sauguet, (1901-1989), compositeur français né à Bordeaux.
- Hortense Schneider (1833-1920), cantatrice, née à Bordeaux.
- Barbara Schulz (1972-), actrice, née à Talence.
- Jean-Baptiste Sanfourche (1831-), architecte français, né à Cénac (Gironde)
- Jean-Jacques Sempé (1932-), dessinateur, né à Bordeaux.
- Michel Slitinsky (1925-2012), écrivain, historien de la Résistance, né à Bordeaux.
- Yvette Roudy (1929-), ministre socialiste, née à Pessac.
- Jacques Valade (1930-2023), homme politique, ministre, sénateur de la Gironde, président du conseil général, né et mort à Bordeaux.
- Mathieu Valbuena (1984-), footballeur, né à Bruges.
- Antoine Verdié (1779-1820), poète occitan, né et mort à Bordeaux.
- Henri-Pierre Vermis (1980-), joueur de rugby à XV, né à Langon).
- Stéphane Bellenger dit « Cadillac », musicien, chanteur, né à Cadillac.

### Personnalités mortes en Gironde
- Nicolas Florian, (1969-2025) né à Marmande (Lot-Et-Garonne), homme politique, ancien maire de Bordeaux
- Albert Fossey-François (1909-1958), né à Juaye-Mondaye (Calvados), Compagnon de la Libération, lieutenant-colonel, mort à Villenave-d'Ornon.
- Xavier de Gaulle (1887-1955), né à Lille, frère du général, résistant, ingénieur civil des Mines, consul à Genève, mort à Bordeaux.
- Antonin Magne (1904-1983), né à Ytrac (Cantal), cycliste, mort à Arcachon.
- Pierre Molinier (1900-1976), né à Agen, peintre et photographe, mort par suicide à Bordeaux.
- Henri de Toulouse-Lautrec (1864-1901), né à Albi, peintre, mort au Château Malromé à Verdelais où il est inhumé.
- Virginie Hériot (1890-1932), née au Vésinet (Yvelines/Seine-et-Oise), navigatrice française, morte à Arcachon.

### Autres liens au département
- Jean Dupuy (1844-1919), né à Saint-Palais, ancien Ministre.
- Gaston Marchou (1907-1981), historien, journaliste et écrivain d'origine bordelaise, a vécu à Cambes en Gironde dont il a été le maire.
- Jacques Chaban-Delmas (1915-2000), député-maire de Bordeaux (1947-1995), Premier ministre (1969-1972), président de l'Assemblée nationale (1958-1969, 1978-1981 puis 1986-1988).
- Peter Warr (1938-2010), directeur sportif de l'écurie de Formule 1 Team Lotus, y a vécu avant sa mort en 2010.
- Alain Juppé (1945-), homme d'État, maire de Bordeaux de 1995 à 2004 et de 2006 à 2019, ancien Premier Ministre, membre du Conseil constitutionnel.
- Gilbert Mitterrand (1949-), homme politique, maire de Libourne de 1989 à 2011.
- Alain Rousset (1951-), homme politique, président de la région Aquitaine depuis 2004.
- Nathalie Delattre (1968-), femme politique, Ministre de la République Française, chargée du parlement et du tourisme, Sénatrice de Gironde.
- Christelle Dubos (1976-), femme politique, Secrétaire d'État chargée des solidarités de 2018 à 2020, députée de 2017 à 2022.
- Thomas Cazenave (1978-), homme politique, ancien secrétaire général adjoint de la Présidence de la République, député, Ministre des comptes publics.
- Bérangère Couillard (1986-), femme politique, Ministre de l'écologie et de l'égalité entre les femmes et les hommes, députée.